# 독일의 급별 해군 함정 목록
본 목록은 독일이 19세기부터 현재까지 건조했거나 운용했던 모든 해군 함정 함급별 목록이다.

## 항공모함

#### 그라프 제펠린급
- 배수량:  23,200 톤
- 무장:  16문 X 15 cm 함포, 10문 X 10.5 cm 함포, 22문 X 3.7 cm 대공포, 28문 X 2 cm 대공포
- 탑재기: 최대 37대 탑재.Me.109T, Ju.87C, Fi.167 포함.
- 성능:  속도 35노트,  항속거리 12,874km(8,000마일, 시속 19노트로 항해)
- 동형함: 2척(그라프 제펠린 및 플루그조이그트라게르 B
- 운용: 취역 및 운용까지 이른 함정 없음(건조 중단됨).

## 수상 전투함

### 전함(Schlachtschiff)
상세한 목록은 독일 전함 목록 참조.
- 비스마르크급
- 그라프 쉬페급
- 그나이제나우급
- 바이에른급
- 쾨니히급
- 카이저급
- 헬골란트급
- 나사우급
- 도이칠란트급
- 브라운슈바이크급
- 비텔스바흐급
- 카이저 프리드리히급

### 순양전함(Schlachtkreuzer)
상세한 목록은 독일 전함 목록 참조.
- 마켄젠급
- 데어플링거급
- 자이들리츠급
- 폰 데어 탄급

### 모니터(Kustenpanzerschiffe)
군함으로서 "모니터"는 미국 남북전쟁 당시 북군이 사용했던 철갑선 모니터호에서 유래한 함종으로서, 낮은 홀수선과 철장갑으로 무장한 포함이다.

#### 지그프리트급
- 배수량: 3,740 톤
- 무장: 3문 X 24 cm 함포,  10문 X 8.8 cm 함포,  4문 X 45 cm 어뢰발사관
- 장갑: 측면 장갑(현측) 530 mm ,  200 mm 포탑,  50 mm 갑판
- 성능: 최대 속도 15노트,  항속거리 2,398km(1,490마일, 시속 10노트 항해)
- 동형함: 8척(SMS 지그프리트, SMS 뵈불프, SMS 프리트요프, SMS 하임달, SMS 힐데브란트, SMS 하겐, SMS 오딘, SMS 아기르
- 운용:  1890년 ~ 1896년 취역

### 중순양함(Schwerer Kreuzer)

#### 아드미랄 히퍼급
- 배수량: 18,200 톤 (프린츠오이겐은 18,400 톤)
- 무장: 8문 X 20 cm (8") 함포,  12문 X 10.5 cm 함포,  6문 X 4 cm 대공포,  8문 X 3.7 cm 대공포,  32문 X 2 cm 대공포,  12문 X 53 cm (21") 어뢰발사관 (프린츠오이겐은 17문 X 4 cm 함포, 28문 X 2 cm 함포, 3.7cm 함포는 없음.)
- 장갑: 측면 장갑(현측) 80mm, 포탑 105 mm, 갑판 50mm
- 성능: 최대 속도 32노트,  항속거리 12,874km(8,000 마일, 시속 20노트 항해).
- 동형함: 5척(아드미랄 히퍼, 블뤼허, 프린츠 오이겐, 자이들리츠, 뤼초)
- 운용: 5척 중 3척이 완공되어 1939년 ~ 1940년 사이 취역했으며, 이중 2척은 제2차 세계 대전 중에 침몰했음.

#### 블뤼허
- 배수량: 17,500 톤

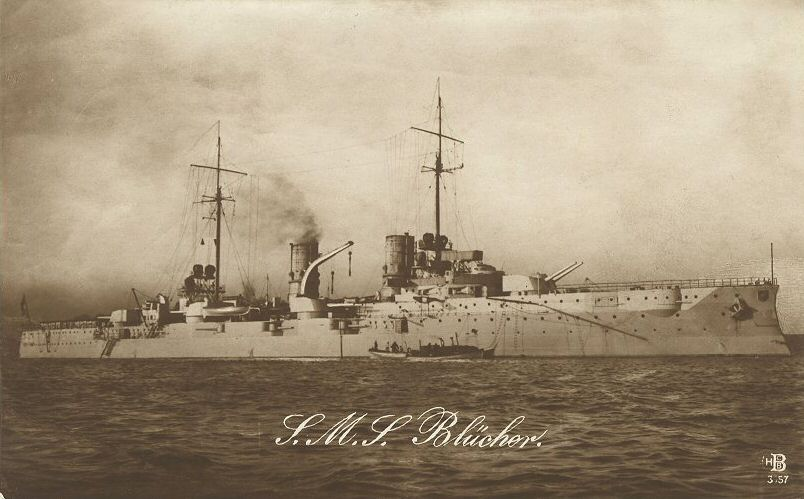
SMS 블뤼허

- 무장: 12문 X 21 cm 함포, 8문 X 15 cm 함포, 16문 X 8.8 cm 함포,  4문 X 45 cm 어뢰발사관
- 장갑: 측면 장갑(현측) 180 mm, 포탑 180 mm, 갑판 70 mm
- 성능: 최대 속도 26노트, 항속거리 10,621km(6,600 마일, 시속 12노트 항해)
- 동형함: 1척
- 운용: 1909년 취역, 1915년 침몰

#### 도이칠란트급
- 배수량:  14,500 톤
- 무장:  6문 X 28 cm (11인치) 함포,  8문 X 15 cm 함포,  6문 X 8.8 cm 함포,  8문 X 3.7 cm 대공포,  8문 X 2 cm 대공포,  8문 X 53 cm (21인치) 어뢰발사관
- 장갑: 측면 장갑(현측) 80 mm, 140 mm 포탑,  40 mm 갑판
- 성능: 최대 속도 28노트, 항속거리 30,014km(18,650 마일, 시속 15노트 항해)
- 동형함:  3:  도이칠란트 (뤼초로 개명함), 아드미럴 쉬어, 아드미랄 그라프 쉬페
- 운용:  1933년 ~ 1936년 사이 취역. 제2차 세계 대전 중에 상실

#### 샤른호르스트급
- 배수량: 12,985 톤

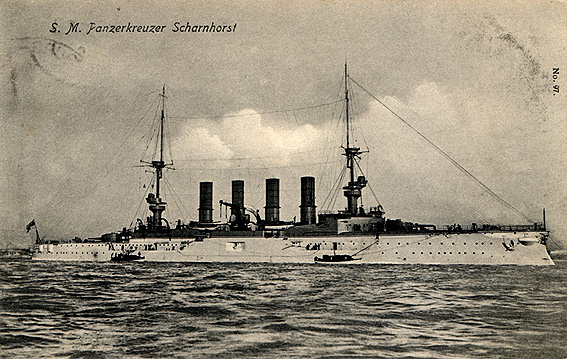
SMS 샤른호르스트

- 무장: 8문 X 21 cm 함포,  6문 X 15 cm 함포,  18문 X 8.8 cm 함포,  4문 X 3.7 cm 함포,  4문 X 기관포,  4문 X 45 cm 어뢰발사관
- 장갑: 측면 장갑(현측) 150 mm ,  170 mm 포탑,  70 mm 갑판
- 성능: 최대 속도 23노트, 항속거리 8,239km(5,120 마일, 시속 12노트 항해)
- 동형함: 2척. 샤른호르스트 그나이제나우
- 운용: 1907년 ~ 1908년에 취역. 두 척 모두 제1차 세계 대전 당시 포크섬 해전에서 침몰하였다.

#### SMS 퓌르스트 비스마르크
- 배수량: 11,460 톤
- 무장: 4문 X 24 cm 함포,  12문 X 15 cm 함포,  10문 X 8.8 cm 함포,  4문 X 기관포,  6문 X 45 cm 어뢰발사관
- 장갑: 측면 장갑(현측) 200 mm ,  200 mm 포탑,  50 mm 갑판
- 성능: 최대 속도 18노트,  항속거리 7,338km(4,560 마일, 시속 10노트 항해 시)
- 동형함: 1척
- 운용: 1900년 취역.

#### 룬급
- 배수량: 10,266 톤
- 무장: 4문 X 21 cm 함포,  10문 X 15 cm 함포,  14문 X 8.8 cm 함포,  4문 X 3.7 cm 함포,  4문 X 45 cm 어뢰발사관
- 장갑: 측면 장갑(현측) 100 mm , 포탑 150 mm, 갑판 60 mm
- 성능: 최대 속도 21노트, 항속거리 6,759km(4,200 마일, 시속 12노트 항해 시)
- 동형함: 2척. SMS 룬 SMS 요르크
- 운용: 1905년 ~ 1906년에 취역. 1척이 제1차 세계 대전 중에 침몰

#### 프린츠 아달베르트급
- 배수량: 9,800 톤
- 무장: 4문 X 21 cm 함포,  10문 X 15 cm 함포,  12문 X 8.8 cm 함포,  4문 X 3.7 cm 함포,  4문 X 45 cm 어뢰발사관
- 장갑: 측면 장갑(현측) 100 mm , 포탑 150mm, 갑판 60mm
- 성능: 최대 속도 20노트,  항속거리 6,759km(4,200 마일, 시속 12노트 항해)
- 동형함: 2척 SMS 프린츠 아달베르트 SMS 프리드리히 카를
- 운용: 1903년 ~ 1904년 취역. 제1차 세계 대전 중 2척 모두 상실

#### 프린츠 하인리히
- 배수량: 9,800 톤
- 무장: 2문 X 24 cm 함포,  10문 X 15 cm 함포,  10문 X 8.8 cm 함포,  10문 X 3.7 cm 함포,  4문 X 45 cm 어뢰발사관
- 장갑: 포탑 100mm, 갑판 50 mm
- 성능: 최대 속도 20노트,  항속거리 7,370km(4,580 마일, 시속 10노트 항해 시)
- 동형함: 1척
- 운용: 1902년 취역

### 장갑순양함(Geschützter Kreuzer)

#### 빅토리아 루이제급
- 배수량: 6,790 톤
- 무장: 2문 X 21 cm (8") 함포,  6문 X 15 cm 함포,  10문 X 8.8 cm 함포,  4문 X 기관포,  5문 X 45 cm 어뢰발사관
- 장갑: 100 mm 포탑,  100 mm 갑판
- 성능: 최대 속도 19노트, 최대 항속거리 5,471km(3,400 마일, 시속 12노트 항해시)
- 동형함: 5척. SMS 빅토리아 루이제, SMS 헤르타, SMS 프레야, SMS 피네타, SMS 한자
- 운용: 1899년 취역

#### SMS 카이제린 아우구스타
- 배수량: 6,300 톤
- 무장: 4문 X 15 cm 함포,  6문 X 10 cm 함포,  5문 X 35 cm 어뢰발사관 (1896년 개수할때, 8문 X 15 cm 함포, 8문 X 8.8 cm 함포이 추가되고, 10cm 함포는 제거되었음. 1916년에는 10 cm 함포 4문과 8.8 cm 함포 1문이 추가되고, 15cm 함포 11문 및 어뢰발사관 전부가 제거되었음)
- 장갑: 갑판 70 mm.
- 성능: 최대 속도 21노트, 항속거리 5,214km(3,240 마일, 시속 12노트 항해 시)
- 동형함: 1척
- 운용: 1895년 취역

### 경순양함(Leichter Kreuzer)

#### 라이프치히급
- 배수량: 8,400 톤 (뉘른베르크호는 9,000 톤)
- 무장: 9문 X 15 cm 함포, 6문 X 8.8 cm 함포, 8문 X 3.7 cm 함포, 4문 X 2 cm 함포, 12문 X 53 cm 어뢰발사관, 기뢰 120발 (뉘른베르크호는 추가로 88mm 함포 2문 및 40mm 대공포 2문을 장착함)
- 수상기 : 캐터펄트 발진 아라도 Ar196 2대 탑재
- 장갑: 측면 장갑(현측) 50 mm , 포탑 30 mm, 갑판 20 mm
- 성능: 속도 32노트, 항속거리 9,173km(5,700 마일, 시속 19노트 항해)
- 동형함: 2척. 라이프치히 및 뉘른베르크
- 운용: 1931년 ~ 1935년에 취역. 2척 모두 제2차 세계 대전에 참전함.

#### K급
- 배수량: 7,700 톤
- 무장: 9문 X 15 cm 함포, 2문 X 8.8 cm 함포, 12문 X 50 cm 어뢰발사관, 기뢰 120발 (1934년 개수때 37mm 대공포 8문이 추가되고, 어뢰발사관은 제거되었음. 1940년에는 88mm 함포 4문이 추가되었고, 1945년에는 100mm 대공포 2문이 추가됨)
- 장갑: 측면 장갑(현측) 70 mm , 포탑 20mm, 갑판 40 mm
- 성능: 속도 32노트, 항속거리  11,748km(7,300 마일, 시속 17노트 항해)
- 동형함: 3척. 쾨니히스베르크, 쾰른, 칼스루에
- 운용: 1929년 ~ 1930년에 취역했으며, 제2차 세계 대전 당시 모두 잃었다

#### 쾰른II급
- 배수량: 7,485 톤
- 무장: 8문 X 15 cm 함포, 3문 X 8.8 cm 함포, 4문 X 60 cm 어뢰발사관, 200 mines
- 성능: 최대 속도 29노트, 항속거리 9,656km(6,000 마일, 시속 12노트 항해시)
- 동형함: 10척. SMS 쾰른II, SMS 비스바덴II, SMS 드레스덴II, SMS 마그데부르크 II, SMS 라이프치히II, SMS 로스토크II, SMS 프라우엔로브II, SMS 에어자츠 쾰른, SMS 에어자츠 엠덴, SMS 에어자츠 칼스루에
- 운용: 7척이 진수되어 1918년에 2척이 취역했으나, 스캐퍼플로우에서 자침했다.

#### 쾨니히스베르크II급
- 배수량: 7,125 톤
- 무장: 8문 X 15 cm 함포, 2문 X 8.8 cm 함포, 4문 X 50 cm 어뢰발사관, 기뢰 200발
- 장갑: 측면 장갑(현측) 60 mm , 갑판 40 mm
- 성능: 최대 속도 28노트, 항속거리 7,805km(4,850 마일, 시속 12노트 항해)
- 동형함: 4척, SMS 쾨니히스베르크II, SMS 엠덴II, SMS 칼스루에, 뉘른베르크II
- 운용: 취역 1916년에서 1917년까지 취역했으며, 이 중 2척이 스카파플로우에서 자침했다.

#### 엠덴
- 배수량: 7,100 톤
- 무장: 8문 X 15 cm 함포, 3문 X 8.8 cm 함포, 6문 X 2 cm 대공포, 4문 X 50 cm 어뢰발사관, 기뢰 120발(1944년 개장 당시 8.8cm 함포가 10.5cm 함포로 교체되었고, 37mm 대공포 2문 및 20mm 대공포 14문이 추가되었다. 또한, 530mm 어뢰발사관이 제거되었다)
- 장갑: 측면 장갑(현측) 50 mm , 갑판 40 mm 갑판
- 성능: 최대 속도 29노트, 항속거리 10,863km(6,750 마일, 시속 14노트 항해 시)
- 동형함: 1척
- 운용: 1925년 취역, 1945년 4월 폭격으로 손상을 입어 1945년 5월에 침몰했다.

#### 그라우덴츠급
- 배수량: 6,380 톤
- 무장: 12문 X 10.5 cm 함포, 2문 X 50 cm 어뢰발사관, 기뢰 120발 (1915년 개장때 10.5cm 함포가 15cm 함포 7문으로 교체되었고, 추가로 8.8cm 함포 2문 및 500mm 어뢰발사관 2문이 추가되었다)
- 장갑: 측면 장갑(현측) 60 mm , 갑판 40 mm.
- 성능: 최대 속도 27노트, 항속거리 8,851km(5,500 마일, 시속 12노트 항해시)
- 동형함: 2척, SMS 그라우덴츠 SMS 레겐스부르크
- 운용: 1914년 ~ 1915년 사이에 취역했으며 제2차 세계 대전 중에 1척을 상실했다.

#### 칼스루에급
- 배수량: 6,190 톤
- 무장: 12문 X 10.5 cm 함포, 2문 X 45 cm 어뢰발사관
- 장갑: 측면 장갑(현측) 60 mm , 갑판 60 mm
- 성능: 최대 속도 28노트, 항속거리 8,046km(5,000 마일, 시속 12노트 항해 시)
- 동형함: 2: 칼스루에 로스토크
- 운용: 1914년 취역. 제1차 세계 대전 중 모두 상실함.

#### 브룸머급
- 배수량: 5,850 톤
- 무장: 4문 X 15 cm 함포, 2문 X 8.8 cm 함포, 2문 X 50 cm 어뢰발사관, 400 mines
- 장갑: 측면 장갑(현측) 38 mm , 갑판 16 mm
- 성능: 최대 속도 28노트, 항속거리 9,334km(5,800 마일, 시속 12노트 항해 시)
- 동형함: 2척. SMS 브룸머 SMS 브렘제
- 운용: 1916년 취역했으며, 두 척 모두 스캐퍼플로우에서 자침함.

#### 필라우급
- 배수량: 5,250 톤
- 무장: 8문 X 15 cm 함포, 4문 X 5.2 cm 함포, 2문 X 50 cm 어뢰발사관, 기뢰 120발
- 장갑: 갑판 80 mm
- 성능: 최대 속도 27노트, 항속거리 6,920km(4,300 마일, 시속 12노트 항해 시)
- 동형함: 2척 SMS 필라우 SMS 엘빙
- 운용: 취역 1914에서 1915, 한척은 제1차세계대전 중에, 다른 한척은 제2차세계대전중에 잃었다

#### 비스바덴급
- 배수량: 5,200 톤
- 무장: 8문 X 15 cm 함포, 4문 X 5.2 cm 함포, 4문 X 50 cm 어뢰발사관, 기뢰 120발
- 장갑: 측면 장갑(현측) 60 mm, 갑판 40 mm
- 성능: 최대 속도 27노트, 항속거리 4,800 마일, 시속  12노트 항해 시)
- 동형함: 2척 SMS 비스바덴 SMS 프랑크푸르트
- 운용: 1915년 취역. 제1차 세계 대전에서 1척 상실

#### 콜베르크급
- 배수량: 4,900 톤
- 무장: 12문 X 10.5 cm 함포, 4문 X 5.2 cm 함포, 2문 X 45 cm 어뢰발사관, 기뢰 100발 (1917년 개수 공사 시 10.5cm 함포를 15cm 함포 6문과 8.8cm 함포 2문으로 교체)
- 장갑: 갑판 50 mm
- 성능: 최대 속도 26노트, 항속거리 5,230km(3,250 마일, 시속 14노트 항해 시)
- 동형함: 4척. SMS 콜베르크, SMS 아우구스부르크, SMS 쾰른, SMS 마인츠
- 운용: 1909년 ~ 1911년 취역. 제1차 세계 대전에서 2척 상실.

#### 마그데부르크급
- 배수량: 4,570 톤
- 무장: 12문 X 10.5 cm 함포, 2문 X 50 cm 어뢰발사관, 120 mines
- 장갑: 측면 장갑(현측) 60 mm ,갑판 40 mm
- 성능: 최대 속도 27노트, 항속거리 9,366km( 5,820 마일, 시속  12노트 항해 시)
- 동형함: 4척. SMS 마그데부르크, SMS 브레슬라우, SMS 슈트랄준트, SMS 슈트라스부르크
- 운용:  1912년 취역. 제1차 세계 대전에서 2척 상실.

#### 게피온
- 배수량: 4,275 톤
- 무장: 10문 X 10.5 cm 함포, 6문 X 5 cm 함포, 2문 X 45 cm 어뢰발사관
- 성능: 최대 속도 20노트, 항속거리 5,632km(3,500 마일, 시속  12노트 항해 시)
- 동형함: 1척
- 운용:  1894년 취역

#### 드레스덴급
- 배수량: 4,250 톤
- 무장: 10문 X 10.5 cm 함포, 10문 X 기관포, 2문 X 45 cm 어뢰발사관
- 장갑: 측면 장갑(현측) 100 mm , 갑판 25 mm
- 성능: 최대 속도 25노트, 항속거리 5,793km(3,600 마일, 시속  14노트 항해 시)
- 동형함: 3척. SMS 드레스덴, SMS 엠덴
- 운용:  1908년 ~ 1909년 취역. 제1차 세계 대전에서 2척 모두 상실

#### 슈테틴급
- 배수량: 3,800 톤
- 무장: 10문 X 10.5 cm 함포, 8문 X 5.2 cm 함포, 2문 X 45 cm 어뢰발사관
- 장갑: 갑판 50 mm
- 성능: 최대 속도 25노트, 항속거리 6,710km(4,170 마일, 시속  12노트 항해 시)
- 동형함: 4척 SMS 쾨니히스베르크, SMS 뉘른베르크, SMS 슈테틴, SMS 슈투트가르트
- 운용: 1904년 ~ 1907년 취역,제1차 세계 대전에서 2척 상실

#### 브레멘급
- 배수량: 3,700 톤
- 무장: 10문 X 10.5 cm 함포, 2문 X 45 cm 어뢰발사관 (1916년 개수 공사 시 15cm 함포 2문을 추가하고, 10.5cm 함포 4문을 제거)
- 장갑: 갑판 50 mm
- 성능: 최대 속도 23노트, 항속거리 7,547km(4,690 마일, 시속  12노트 항해 시)
- 동형함: 7척 SMS 브레멘, SMS 베를린, SMS 단치히, SMS 함부르크, SMS 라이프치히, SMS 뮌헨, SMS 뤼벡
- 운용: 1904년 ~ 1907년 취역. 제1차 세계 대전에서 1척 상실, 제2차 세계 대전에서 1척 상실

#### 가젤레급
- 배수량: 2,900 톤
- 무장: 10문 X 10.5 cm 함포, 14문 X 기관포, 3문 X 45 cm 어뢰발사관, 120 mines
- 장갑: 갑판 25 mm
- 성능: 최대 속도 20노트, 항속거리 5,745km(3,570 마일, 시속  12노트 항해 시)
- 동형함: 10척 SMS 가젤레, SMS 니오베, SMS 님페, SMS 테티스, SMS 아리아드네, SMS 아마조네, SMS 메두사, SMS 프라우엔로브, SMS 아르코나, SMS 우디네
- 운용: 1900년 ~ 1904년 취역. 제1차 세계 대전에서 3척 상실, 제2차 세계 대전에서 2척 상실

#### SMS 그라이프
- 배수량: 2,266 톤
- 무장: 2문 X 10.5 cm 함포, 8문 X 8.8 cm 함포, 10문 X 3.7 cm revolving cannon
- 성능: 최대 속도 20노트, 항속거리 5,632km(3,500 마일, 시속  12노트 항해 시)
- 동형함: 1척
- 운용: 1887년 취역

#### SMS 헬라
- 배수량: 2,080 톤
- 무장: 4문 X 8.8 cm 함포, 6문 X 5 cm 함포, 3문 X 45 cm 어뢰발사관
- 성능: 최대 속도 20노트, 항속거리 4,828km(3,000 마일, 시속 12노트 항해 시)
- 동형함: 1척
- 운용: 1896년 취역, 1914년 침몰.

#### 부사르트급
- 배수량: 1,860 톤
- 무장: 8문 X 10.5 cm 함포, 5문 X 리볼버식 함포, 2문 X 35 cm 어뢰발사관
- 성능: 최대 속도 17노트, 항속거리 4,892km(3,040 마일, 시속  9노트 항해 시)
- 동형함: 2척, SMS 제들러 SMS 콘도르
- 운용: 1892년 ~ 1893년 사이 취역. 1척을 제1차 세계 대전 중 상실

### 구축함(Zerstörer)

#### 뤼첸스급(103형)
- 배수량: 4,720 톤
- 무장: 2문 X 127 mm 함포, 2문 X 20 mm 기관포, 1기 X Mk13 발사기 및 미사일 40발, 2기 X Mk. 49 발사기 및 미사일 42발, 6문 X 324 mm 어뢰발사관, 1문 X 대잠수함로켓(ASROC) 발사기 및 대잠로켓 8발
- 성능: 최대 속도 32노트
- 동형함: 3척, D185 뤼첸스, D186 묄더스, D187 롬멜
- 운용: 1969년 취역, 2003년 최종 퇴역

#### 함부르크급(101형)
- 배수량: 4,360 톤
- 무장: 3문 X 100 mm 자동속사포, 4문 X 2연장 40 mm 대공포, 2문 X 2연장 MM38 엑조세 발사기, 4문 X 533 mm 어뢰발사관, 2문 X 4연장 375 mm 대잠수함로켓발사기, 10문 X 폭뢰 및 폭뢰 90발
- 성능: 최대 속도 35노트, 항속거리 5,471km(3,400마일, 시속 18노트 항해 시)
- 동형함: 4척. D181 함부르크, D182 슐레스비히-홀슈타인, D183 바이에른, D184 헤센
- 운용: 1964년 취역 시작. 1994년 퇴역하여 모두 스크랩처리됨.

#### 1936형C
- 배수량: 3,680 톤
- 무장: 6문 X 12.8 cm 함포, 6문 X 3.7 cm 대공포, 14문 X 2 cm 대공포, 6문 X 53 cm 어뢰발사관, 기뢰 60 발, 4문 X 폭뢰발사기
- 성능: 최대 속도 37노트, 항속거리 2,500마일, 시속 19노트 항해 시)
- 동형함: 2척
- 운용: 완공되지 못함.

#### 1936-A형
- 배수량: 3,600 톤
- 무장: 4문 X 12.7 cm 함포, 4문 X 3.7 cm 대공포, 5문 X 2 cm 대공포, 8문 X 53 cm 어뢰발사관, 기뢰 60발, 4문 X 폭뢰발사기
- 성능: 최대 속도 37노트, 항속거리 3,500km(2,175마일, 시속 19노트 항해 시)
- 동형함: 8척 (Z23, Z24, Z25, Z26, Z27, Z28, Z29, Z30)
- 운용: 1940년 ~ 1941년 취역하여 4척을 제2차 세계 대전 중에 상실했고, 나머지는 1958년에 스크랩처리되었다.

#### 1936-A형 (Mob)
- 배수량: 3,590 톤
- 무장: 4문 X 12.7 cm 함포, 4문 X 3.7 cm 대공포, 12문 X 2 cm 대공포, 8문 X 53 cm 어뢰발사관, 폭뢰 60발, 4문 X 폭뢰발사기
- 성능: 최대 속도 37노트, 항속거리 2,240마일, 시속 19노트 항해 시)
- 동형함: 7척 (Z31 ~ Z34, Z37 ~ Z39)
- 운용: 1942년 ~ 1943년 사이에 취역하여 2척을 제2차 세계 대전 중에 잃고, 나머지는 1964년에 스크랩처리되었다.

#### 1936-B형
- 배수량: 3,540 톤
- 무장: 5문 X 12.7 cm 함포, 4문 X 3.7 cm 대공포, 16문 X 2 cm 대공포, 8문 X 53 cm 어뢰발사관, 76 mines, 4문 X 폭뢰발사기
- 성능: 최대 속도 36노트, 항속거리 2,600마일, 시속 19노트 항해 시)
- 동형함: 5척 (Z35, Z36, Z43, Z44, Z45)
- 운용: 3척이 1943년 ~ 1944년 사이에 취역하여, 제2차 세계 대전 중에 모두 잃었다.

#### 1936형
- 배수량: 3,400 톤
- 무장: 5문 X 12.7 cm 함포, 4문 X 3.7 cm 대공포, 4문 X 2 cm 대공포, 8문 X 53 cm 어뢰발사관, 기뢰 60발, 4문 X 폭뢰발사기
- 성능: 최대 속도 40노트, 항속거리 2,050마일, 시속 19노트 항해 시)
- 동형함: 6척 (Z17 ~ Z22)
- 운용: 1938년 ~ 1939년 사이 취역하여 5척을 제2차 세계 대전 중에 상실했고, 남은 1척은 1958년에 스크랩처리되었다.

#### 1934형
- 배수량: 3,150 톤
- 무장: 5문 X 12.7 cm 함포, 4문 X 3.7 cm 대공포, 6문 X 2 cm 대공포, 8문 X 53 cm 어뢰발사관, 60 mines
- 성능: 최대 속도 36노트, 항속거리 3,057km(1,900마일, 시속 19노트 항해 시)
- 동형함: 4척 (Z1 ~ Z4)
- 운용: 1937년에 취역하여, 1940년에 3척이 침몰했으며, 남은 1척은 1947년에 스크랩처리되었다.

#### 1934형A
- 배수량: 3,110 톤
- 무장: 5문 X 12.7 cm 함포, 4문 X 3.7 cm 대공포, 6문 X 2 cm 대공포, 8문 X 53 cm 어뢰발사관, 폭뢰 60발
- 성능: 최대 속도 36노트, 항속거리 3,283km(2,040마일, 시속 19노트 항해 시)
- 동형함: 12척 (Z5 ~ Z16)
- 운용: 1937년 ~ 1939년 사이 취역하여, 7척을 제2차 세계 대전 중에 잃었고, 1958년에 모두 스크랩처리되었다.

#### 1942형
- 배수량: 2,720 톤
- 무장: 4문 X 12.7 cm 함포, 8문 X 3.7 cm 대공포, 12문 X 2 cm 대공포, 6문 X 53 cm 어뢰발사관, 50 mines
- 성능: 최대 속도 36노트, 항속거리 8,851km(5,500마일, 시속 19노트 항해 시)
- 동형함: 1척 (Z51)
- 운용: 진수했으나, 취역하지는 못했다.

#### 1916년형 구축함
- 배수량: 2,415 톤
- 무장: 4문 X 15 cm 함포, 4문 X 기관포, 4문 X 60 cm 어뢰발사관, 40문 X 기뢰
- 성능: 최대 속도 37노트, 항속거리 4,023km(2,500마일, 시속 20노트 항해 시)
- 동형함: 12척 (S113, S114, S115, V116, V117, V118, G119, G120, G121, B122, B123, B124)
- 운용: 11척을 진수하여, 2척이 1918년 ~ 1919년 사이에 취역했으며, 1939년에 모두 스크랩처리됨

#### 플레처급(119형)
- 배수량: 2,050 톤
- 무장: 5문 X 12.7cm(5인치) 함포, 10문 X 40 mm 대공포, 10문 X 20 mm 대공포, 2문 X 5연장 21인치 어뢰발사관, 6문 X 폭뢰발사기, 2문 X 폭뢰발사렉
- 성능: 최대 속도 36노트
- 동형함: 6척
- 운용: 미국 해군의 제2차 세계 대전형 구축함을 도입한 것으로, 독일 해군에는 1959년에 취역하여 1981년 말에 퇴역했다.

#### 함대어뢰정(Flottentorpedoboot)
- 배수량: 2,587 톤
- 무장: 4문 X 12.7 cm 함포, 4문 X 3.7 cm 대공포, 16문 X 2 cm 대공포, 8문 X 53 cm 어뢰발사관, 50 폭뢰, 4문 X 폭뢰발사기
- 성능: 최대 속도 35노트, 항속거리 3,781km(2,350마일, 시속 19노트 항해 시)
- 동형함: 3척
- 운용: 취역하지 못했음.

#### 어뢰정 구축함
독일어로 Torpedobootzertorer라고 한다. 목적은 이름 그대로 함대를 지키기 위해 적 어뢰정을 물리치는 것이었다.
- 배수량: 1,843 톤
- 무장: 4문 X 10.5 cm 함포, 4문 X 8.8 cm 함포, 6문 X 45 cm 어뢰발사관, 12 mines
- 성능: 최대 속도 37노트, 항속거리 4,216km(2,620마일, 시속 20노트 항해 시)
- 동형함: 8척 (B97, B98, V99, V100, B109, B110, B111, B112)
- 운용: 1915년 취역. 1척은 제1차 세계 대전 중 상실했고, 5척은 스캐퍼플로우에서 자침했음.

### 프리깃함(Fregatten)

#### 작센급(124형)
- 배수량: 5,690 톤

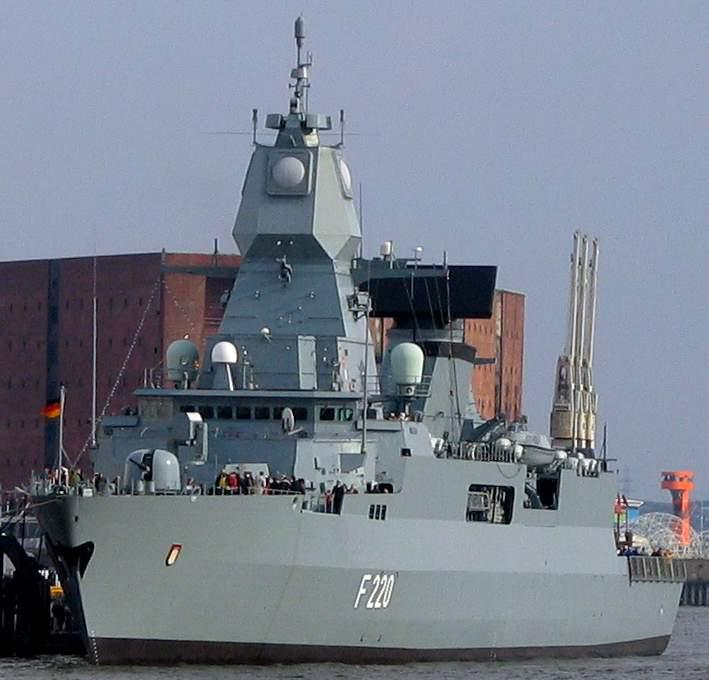
F220 함부르크

- 무장: 1문 X 56발 탑재 수직발사기(VLS), RAM 미사일 42발, 하푼 미사일 발사기(8발), 1문 X 76 mm 자동속사포, 2문 X 27 mm 기관포n, 2문 X 3연장 어뢰발사관
- 탑재 항공기: 시 링스 또는 MH90 헬리콥터 2대 격납 가능.
- 성능: 최대 속도 29노트, 항속거리 6,437km(4,000 마일, 시속 18노트 항해시)
- 동형함: 3척. F219 작센, F220 함부르크, F221 헤센
- 운용: 2004년 취역하여, 현재 운용 중

#### F125급(125형)
- 배수량: 5,600 톤
- 무장: 대함미사일 8발, 1문 X MLRS, RAM 미사일 (42발), 1문 X 127 mm 함포, 2문 X 27 mm 기관총, 5문 X 12.7 mm 기관총
- 탑재 항공기 : 헬리콥터 2대 격납 가능
- 성능: 최대 속도 27노트, 항속거리 6,437km(4,000 마일, 시속 18노트 항해시)
- 동형함: 없음
- 운용: 개발 중.

#### 브란덴부르크급(Type 123)
- 배수량: 4,700 톤

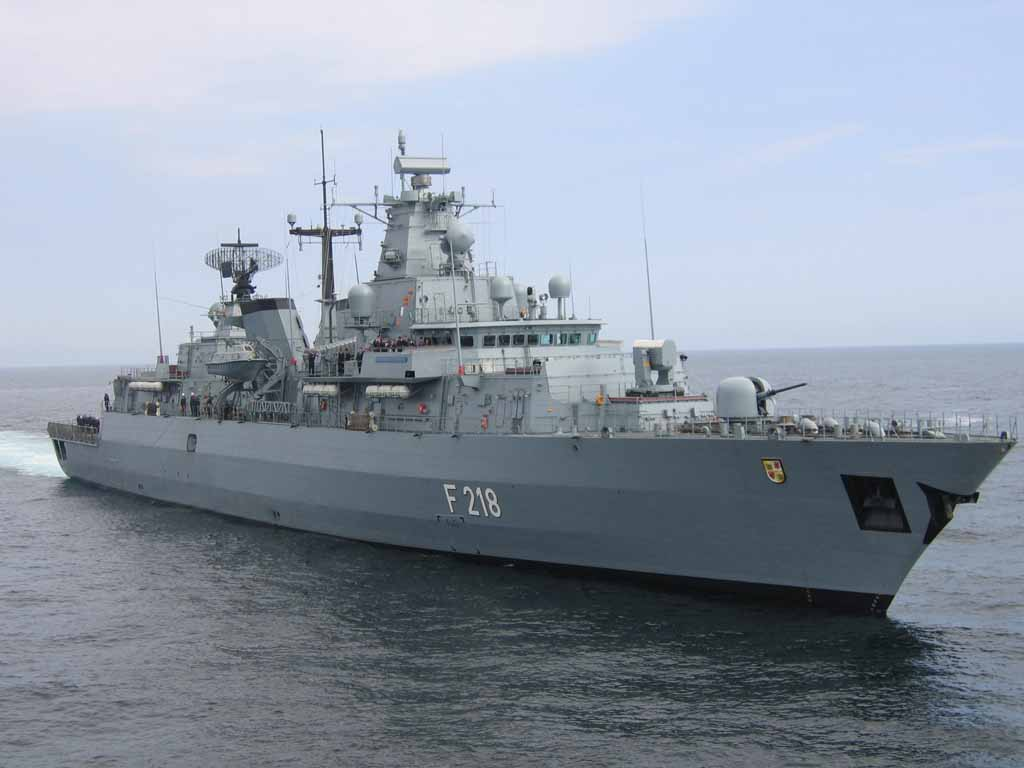
F218 메클렌부릌-포어폼메른

- 무장: 1문 X Mk41 수직발사기 (미사일 16발), 2문 X Mk 49 발사기(42발), 엑조세 대함미사일 4발, 1문 X 76 mm 자동속사포, 2문 X 27 mm 기관포, 4문 X 324 mm 어뢰발사관
- 항공기 : 시 링스 헬리콥터용 이착륙 갑판 및 격납고.
- 성능: 최대 속도 29노트, 항속거리 6,437km(4,000마일, 시속 18노트 항해시)
- 동형함: 4: F215 브란덴부르크, F216 슐레스비히-홀쉬타인, F217 바이에른, F218 메클렌부르크-포어폼메른
- 운용: 1994년부터 취역하여 현재 모두 운용 중

#### 브레멘급(Type 122)
- 배수량: 3,800 톤

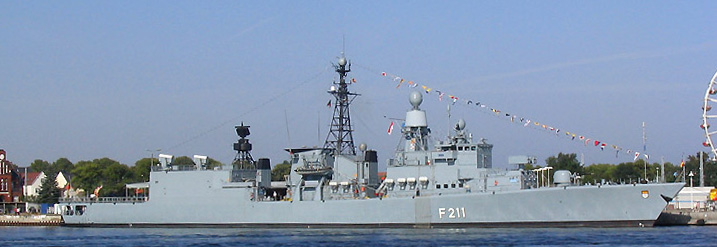
F211 쾰른

- 무장: 1문 X 76 mm 함포, 로켓발사기, 18셀 발사 시스템, 시스패로우 함대공 미사일 16발, 4연장 하푼 대함미사일 발사기 2기, MK49 발사기 2기, RAM 21발,  2문 X MLG 27 mm 자동포, Mk.46 어뢰 8발을 장착한 Mk.32 324 mm 2연장 어뢰발사관 2문.
- 항공기 : 시 링스 헬리콥터용 이착륙 갑판 및 격납고.
- 성능: 최대 속도 30노트, 항속거리 6,437km(4,000 마일, 시속 18노트 항해시)
- 동형함: 8척. F207 브레멘, F208 니더작센, F209 라인란트팔츠, F210 엠덴, F211 쾰른, F212 칼스루에, F213 아우구스부르크, F214 뤼벡
- 운용: 1982년부터 취역하여 현재 모두 운용 중이다.

#### 쾰른급(Type 120)
- 배수량: 2,969 톤

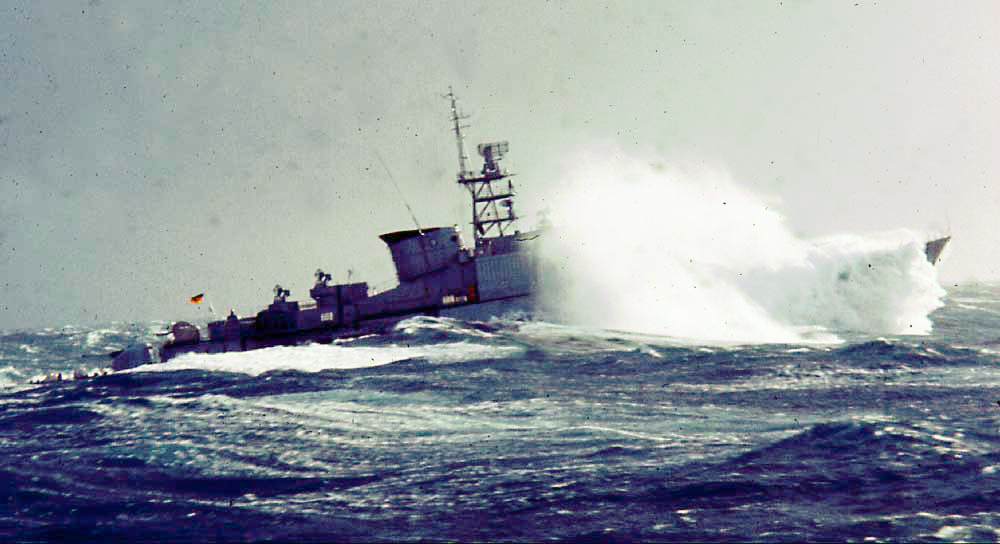
뤼벡

- 무장: 2문 X 100 mm 함포, 2문 X 2연장 40 mm 대공포, 2문 X 40 mm 함포, 4문 X 533 mm 어뢰발사관, 2문 X 4연장 375 mm 대잠수함 로켓 발사기, 폭뢰발사기, 기뢰
- 성능: 속도 34노트, 항속거리 4,345km(2,700 마일, 시속 22노트 항해시)
- 동형함: 6척. F220 쾰른, F221 엠덴, F222 아우구스부르크, F223 칼스루에, F224 뤼벡, F225 브라운슈바이크
- 운용: 1961년부터 취역하여 마지막 함이 1989년에 퇴역했다.

### 코르벳(Korvette)

#### 브라운슈바이크급(Type 130)
- 배수량: 1,840 톤

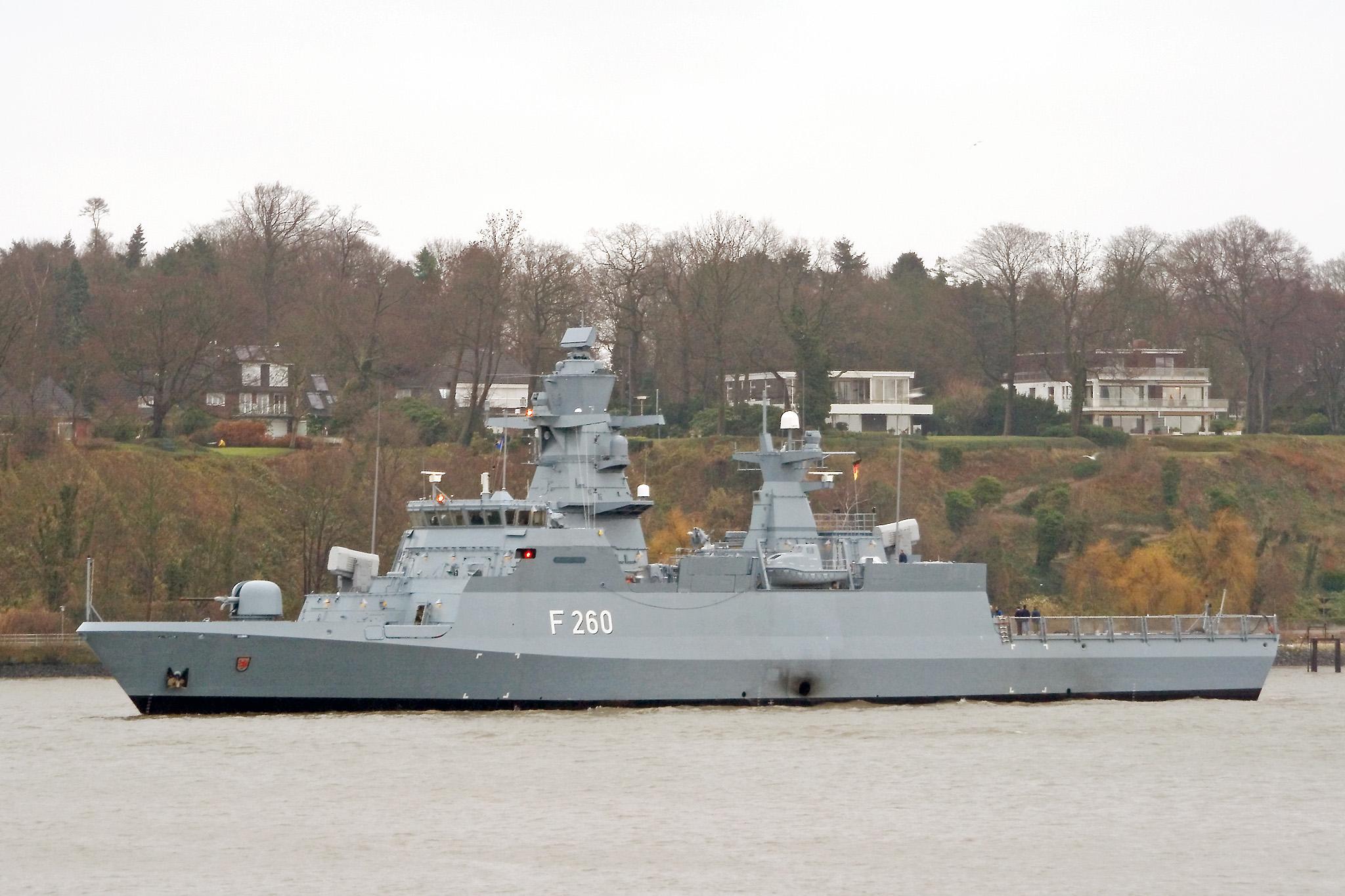
F260 브라운슈바이크

- 무장: 1문 X 76 mm 함포, 2문 X 27 mm 기관포, 42문 X RAM 미사일, 4문 X RBS-15 대함미사일, 기뢰
- 항공기: 무인기용 이착륙 갑판
- 성능: 속도 26노트, 항속거리 2,500 miles at 15노트
- 동형함: 5척. F260 브라운슈바이크, F261 마그데부르크, F262 에어푸르트, F263 올덴부르크, F264 루드비히샤펜
- 운용: 3척 건조 중이고, 2척이 주문되었다. 적어도 5척을 더 건조할 계획임

#### 플로텐베글라이터급 코르벳
- 배수량: 1,030 톤
- 무장: 2문 X 10.5 cm 함포, 2문 X 8.8 cm 함포, 4문 X 3.7 cm 대공포, 2문 X 2 cm 대공포, 4문 X 폭뢰발사기
- 성능: 최대 속도 28노트, 항속거리 3,162km(1,965 마일, 시속 13노트로 항해 시)
- 동형함: 10척
- 운용: 1936년 ~ 1938년 취역. 4척을 제2차 세계 대전 중에 잃었고, 많은 수가 다른 용도로 변경되었다.

### 어뢰정(Torpedoboot)

#### 1916형 (Mob)
- 배수량: 1,560 톤
- 무장: 4문 X 10.5 cm 함포, 기관총 4정, 6문 X 50 cm 어뢰발사관, 기뢰 40발
- 성능: 최대 속도 35노트, 항속거리 3,218km(2,000 마일, 시속 20노트 항해 시)
- 동형함: 33척 (V170 ~ V177, S178 ~ S185, H186 ~ H202)
- 운용: 1919년 ~ 1921년에 4척 취역

#### 1924형
- 배수량: 1,320 톤
- 무장: 3문 X 10.5 cm 함포, 2문 X 2 cm 대공포, 6문 X 53 cm 어뢰발사관, 기뢰 30발
- 성능: 속도 35노트, 항속거리 3,218km(2,000 마일, 시속 17노트 항해 시)
- 동형함: 6척
- 운용: 1928년 ~ 1929년 사이에 취역하여 제2차 세계 대전 중에 모두 상실함.

#### 1916형 (Mob)
- 배수량: 1,290 톤
- 무장: 3문 X 10.5 cm gun, 6문 X 50 cm 어뢰발사관, 기뢰 40발
- 성능: 최대 속도 34노트, 항속거리 3,154km(1,960 마일, 시속 20노트 항해 시)
- 동형함: 46척 (G96, V125 ~ V130, S131 ~ S139, V140 ~ V144, H145 ~ H147, G148 ~ G150, Ww151, S152 ~ S157, V158 ~ V165, H166 ~ H169)
- 운용: 36척이 진수하여, 20척이 1916년부터 1918년까지 취역했다. 1척을 제1차 세계 대전 중에 잃었고, 9척이 스캐퍼플로우에서 자침했다.

#### 1923형
- 배수량: 1,250 톤
- 무장: 3문 X 10.5 cm 함포, 2문 X 2 cm 대공포, 6문 X 53 cm 어뢰발사관, 기뢰 30발
- 성능: 최대 속도 33노트, 항속거리 2,896km(1,800 마일, 시속 17노트 항해 시)
- 동형함: 6척
- 운용: 1926년 ~ 1927년 사이에 취역하여 제2차 세계 대전 중에 모두 잃었다.

#### 1937형
- 배수량: 1,100 톤
- 무장: 1문 X 10.5 cm 함포, 12문 X 2 cm 대공포, 6문 X 53 cm 어뢰발사관, 기뢰 30
- 성능: 최대 속도 35노트, 항속거리 1,070 마일, 시속 19노트
- 동형함: 9척 (T12 ~ T21)
- 운용: 1941년에서 1942년 사이에 취역. 4척을 제2차 세계 대전 중에 잃었고, 1척을 제외한 나머지는 1952년에 해체되었다.

#### 1935형
- 배수량: 1,100 톤
- 무장: 1문 X 10.5 cm 함포, 12문 X 2 cm 대공포, 6문 X 53 cm 어뢰발사관, 기뢰 30
- 성능: 최대 속도 35노트, 항속거리 1,722km(1,070 마일, 시속 19노트 항해 시)
- 동형함: 12척 (T1 ~ T12)
- 운용:  1939년 ~ 1940년 사이 취역. 7척을 전쟁 중에 잃었고, 나머지는 1952년에 해체되었다.

#### 1913형
- 배수량: 1,100 톤
- 무장: 3문 X 8.8 cm 함포, 6문 X 50 cm 어뢰발사관, 24 mines
- 성능: 최대 속도 36노트, 항속거리 2,897 km(1,800 마일, 시속 20노트 항해 시)
- 동형함: 71척 (V25 ~ V30, S31 ~ S36, G37 ~ G42, V43 ~ V48, S49 ~ S66, V67 ~ V84, G85 ~ G95)
- 운용: 1914년 ~ 1917년 사이 취역.

#### 1906형
- 배수량: 800 톤
- 무장: 3문 X 10.5 cm 함포, 3문 X 8.8 cm 함포, 3문 X 45 cm 어뢰발사관
- 성능: 최대 속도 34노트, 항속거리 2,011km(1,250 마일, 시속 17노트 항해 시)
- 동형함: 59 (S138 ~ S149, V150 ~ V164, S165 ~ S168, G169 ~ G175, S176 ~ S179, V180 ~ V191, G192 ~ G197)
- 운용: 1907년 ~ 1911년 사이에 취역

#### 1911형
- 배수량: 750 톤
- 무장: 2문 X 8.8 cm 함포, 4문 X 45 cm 어뢰발사관
- 성능: 최대 속도 34노트, 항속거리 1,850 km (1,150 마일, 시속 17노트 항해 시)
- 동형함: 24 (V1 ~ V6, G7 ~ G12, S13 ~ S24)
- 운용: 1912년 ~ 1913년 사이에 취역.

#### 1898형
- 배수량: 600 톤
- 무장: 1문 X 8.8 cm 함포, 4문 X 5.2 cm 함포, 2문 X 5 cm 함포, 3문 X 45 cm 어뢰발사관
- 성능: 최대 속도 32노트, 항속거리 2,414 km (1,500 마일, 시속 17노트 항해 시)
- 동형함: 49척 (S90 ~ S133, G134 ~ G137)
- 운용: 1899년 ~ 1907년 사이에 취역했으며, 제1차 세계 대전에서 12척을 잃었고, 1921년에 마지막으로 해체 처리되었다.

#### 1916형
- 배수량: 390 톤
- 무장: 3문 X 8.8 cm 함포, 1문 X 45 cm 어뢰발사관, 폭뢰
- 성능: 최대 속도 28노트, 항속거리 1,287km (800 마일, 시속 20노트 항해 시)
- 동형함: 68척 (A56 ~ A113)
- 운용: 40척이 진수하여 36척이 1917년 ~ 1918년 사이에 취역했다. 제1차 세계 대전 중에 9척을 잃었고, 대부분 1923년에 해체 처리되었다.

#### 1915형
- 배수량: 250 톤
- 무장: 3문 X 8.8 cm 함포, 1문 X 45 cm 어뢰발사관, 폭뢰
- 성능: 최대 속도 26노트, 항속거리 1,110km (690 마일, 시속 20노트 항해 시)
- 동형함: 30척 (A26 ~ A55)
- 운용: 1916년 ~ 1917년 사이에 취역.

#### 1897형
- 배수량: 175 톤
- 무장: 3문 X 5 cm 함포, 3문 X 45 cm 어뢰발사관
- 성능: 최대 속도 26노트, 항속거리 2,575km (1,600 마일, 시속 12노트 항해 시)
- 동형함: 8척 (S82 ~ S89)
- 운용: 1897년 ~ 1898년 취역 , 1921년에 모두 해체 처리되었다.

#### 1892형
- 배수량: 175 톤
- 무장: 1문 X 5 cm 함포, 3문 X 45 cm 어뢰발사관
- 성능: 최대 속도 23노트, 항속거리 2,735km (1,700 마일, 시속 12노트 항해 시)
- 동형함: 16척 (S66 ~S81)
- 운용: 1892년 ~ 1896년 사이에 취역했고, 4척을 제1차 세계 대전 중에 잃었다. 1921년에 마지막으로 해체 처리되었다.

#### 1885형
- 배수량: 150 톤
- 무장: 1문 X 5 cm 함포, 2문 X 3.7 cm 회전식 포, 3문 X 45 cm 어뢰발사관
- 성능: 최대 속도 22노트, 항속거리 3,621km (2,250 마일, 시속 10노트 항해 시)
- 동형함: 59척 (S7 ~ S65)
- 운용: 1885년 ~ 1892년 취역, 15척을 제1차 세계 대전 중에 잃었다. 1921년에 마지막으로 해체 처리되었다.

#### 1914형
- 배수량: 148 톤
- 무장: 1문 X 5 cm 함포, 2문 X 45 cm 어뢰발사관, 기뢰 4발
- 성능: 최대 속도 20노트, 항속거리 708km(440 마일, 시속 19노트 항해시)
- 동형함: 25척 (A1 ~ A25)
- 운용: 1915년 취역

### 고속공격정(Schnellboot)

#### 알바트로스급(Type 143)
- 배수량: 398 톤

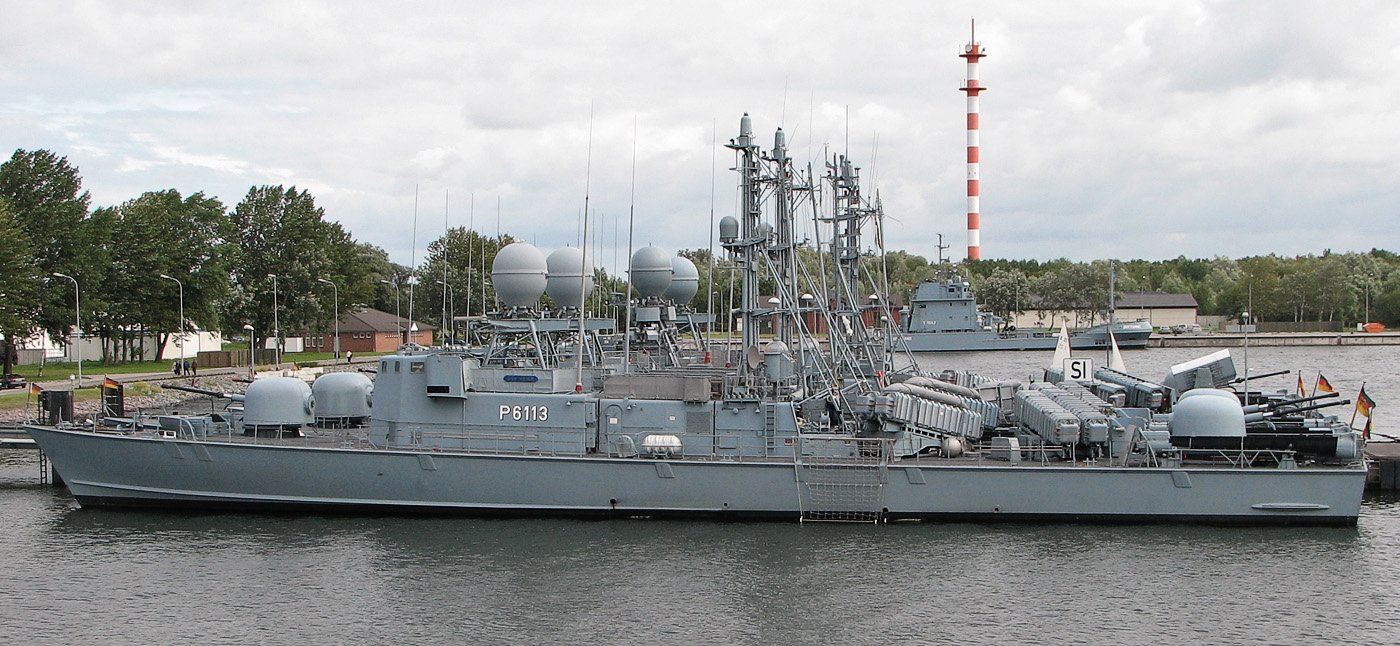
S63

- 무장: 2문 X 76 mm 함포, 엑조세 대함미사일 4발, 어뢰발사관 2문
- 성능: 최고 속도 40노트
- 동형함: 10척 (S61 ~ S70)
- 운용: 1976년부터 취역하여 2005년에 마지막으로 퇴역함.

#### 게파르트급(Type 143A)
- 배수량: 391 톤

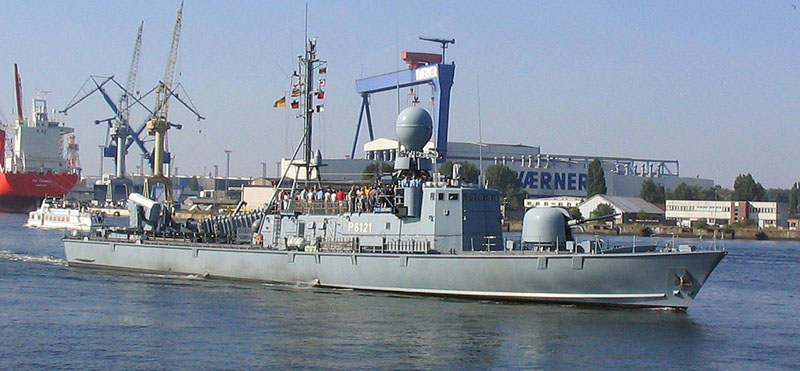
S71 게파르트

- 무장: 1문 X 76 mm 함포, 엑조세 대함미사일 4발, RAM 대공미사일 21발, 기뢰
- 성능: 최고 속도 시속 40노트
- 동형함: 10척 (S71 ~ S80)
- 운용: 1982년부터 취역, 현재 운용 중.

#### 티거급(Type 148)
- 배수량: 265 톤
- 무장: 1문 X 76 mm gun, 엑조세 대함미사일 4발, 1문 X 40 mm 함포, 기뢰 8발.
- 성능: 속도 36노트
- 동형함: 20척 (S41 ~ S60)
- 운용: 1972년부터 취역하여 2002년에 퇴역.

#### 초벨급(Type 142)
- 배수량: 205 톤
- 무장: 2문 X 40 mm 함포, 4문 X 533 mm 어뢰발사관
- 성능: 최고 속도 시속 42노트
- 동형함: 10척 (S31 ~ S40)
- 운용: 1961년부터 취역. 1984년에 퇴역

#### 제들러급(Type 141)
- 배수량: 190 톤
- 무장: 2문 X 40 mm 함포, 4문 X 533 mm 어뢰발사관, 4문 X 폭뢰
- 성능: 최고 속도 시속 43노트
- 동형함: 10척 (S6 ~ S11, S25 ~ S28)
- 운용: 1958년부터 취역하여 1976년에 퇴역

#### 야구아급(Type 140)
- 배수량: 183 톤
- 무장: 2문 X 40 mm 함포, 4문 X 533 mm 어뢰발사관, 4기 X 폭뢰발사기
- 성능: 최대 속도 42노트, 항속거리 1,126km(700 마일)
- 동형함: 20척 (S1 ~ S5, S12 ~ S24, S29, S30)
- 운용: 1957년부터 취역하여 1975년에 마지막으로 퇴역.

#### 1939/40형
- 배수량: 110 톤
- 무장: 6문 X 3 cm 대공포, 2문 X 2 cm 대공포, 2문 X 53 cm 어뢰발사관, 기뢰 8발
- 성능: 최대 속도 41노트
- 동형함: 220척 (S26 ~ S29, S38 ~ S53, S62 ~ S150, S159 ~ S232, S301 ~ S328, S701 ~ S709)
- 운용: 1941년 ~ 1945년 사이에 취역했으나, 상당수가 완공 전에 스크랩 처리됨

#### 1939형
- 배수량: 102 톤
- 무장: 1문 X 2 cm 포, 8문 X 기관총, 2문 X 53 cm 어뢰발사관, 기뢰 6발.
- 성능: 최대 속도 36노트, 항속거리 1,287km(800마일, 시속 30노트로 항해 시)
- 동형함: 16척 (S30 ~ S37, S54 ~ S61)
- 운용: 1939년 ~ 1941년 사이에 취역하여 제2차 세계 대전 중 12척을 상실함

#### 1937형
- 배수량: 105 톤
- 무장: 1문 X 2 cm 포, 1문 X 기관총, 2문 X 53 cm 어뢰발사관
- 성능: 최대 속도 40노트, 항속거리 1,126km(700 마일, 시속 35노트 항해 시)
- 동형함: 8척 (S18 ~ S25)
- 운용: 1938년 ~ 1939년 사이에 취역하여 1척을 제2차 세계 대전 중 잃음

#### 1934형
- 배수량: 105 톤
- 무장: 1문 X 2 cm 포, 1문 X 기관총, 2문 X 53 cm 어뢰발사관
- 성능: 최대 속도 37노트, 항속거리 804km(500 마일, 시속 32노트로 항해 시)
- 동형함: 4척 (S14 ~ S17)
- 운용: 1936년 ~ 1938년 사이에 취역하여 2척을 제2차 세계 대전 중에 잃었고, 나머지는 연합군에 인도됨

#### 1933형
- 배수량: 90 톤
- 무장: 1문 X 2 cm 함포, 4문 X 기관총, 2문 X 53 cm 어뢰발사관
- 성능: 최대 속도 36노트, 항속거리 965km(600 마일, 시속 30노트로 항해 시)
- 동형함: 7척 (S7 ~ S13)
- 운용: 1934년 ~ 1935년 사이에 취역. 1척은 제2차 세계 대전 중에 자침했고, 나머지는 연합군에 인도됨

#### 나스티급(Type 152)
- 배수량: 398 톤
- 무장: 2문 X 76 mm 함포, 4발 X 엑조세 대함미사일, 2문 X 어뢰발사관
- 성능: 최대 속도 40노트
- 동형함: 2척. 후긴, 무닌
- 운용: 1960년에 취역하여, 1964년에 모두 퇴역.

#### 1931형
- 배수량: 57 톤
- 무장: 1문 X 2 cm 포, 2문 X 53 cm 어뢰발사관
- 성능: 최대 속도 33노트, 항속거리 933km(580 마일, 시속  22노트로 항해 시)
- 동형함: 4척 (S2 ~ S5)
- 운용: 1932년에 취역하여 1936년에 에스파냐로 인도

#### 소형 고속공격정
- 배수량: 12 톤
- 무장: 2문 X 2 cm 함포, 1정 X 기관총, 2문 X 45 cm 어뢰발사관, 기뢰 4발
- 성능: 최고 속도 시속 40노트, 항속거리 482km(300마일, 시속 30노트 항해 시)
- 동형함: 12척
- 운용: 1940년 ~ 1944년 사이 취역. 제2차 세계 대전 중에 모두 상실.

## 소해전용 함정

### 소해정(Minensuchboot)

#### 프랑켄탈급(332형)
- 배수량: 660 톤
- 무장: 1문 X 40 mm DP 함포, 기뢰 (현재 1문 X MLG 27 mm 자동포로 업그레이드)
- 성능: 속도 18노트
- 동형함: 12척. 프랑켄탈, 바이덴, 로트바이, 바트 베펜젠, 바트 라페나우, 그로미츠, 다텔른, 딜링겐, 홈부르크, 줄츠바흐-로젠베르크, 풀다, 바일하임
- 운용: 1992년부터 취역하여 현재 운용 중.

#### 스페어브레허
- 배수량: 7,500 톤 (typical)
- 무장: 2문 X 10.5 cm 함포, 2문 X 3.7 cm 대공포, 15문 X 2 cm 대공포 (동급의 전형적인 무장)
- 성능: 최대 속도 14노트(동급의 전형적인 속도)
- 동형함: 약 100척
- 운용: 제2차 세계 대전 중 민간 상선을 개조한 소해정으로서, 전쟁 중에 약 50척을 잃었고, 전쟁 후에는 다시 민간 수송 업무로 전환되었다.

#### 1935형
- 배수량: 870 톤
- 무장: 2문 X 10.5 cm 함포, 1문 X 3.7 cm 대공포, 6문 X 2 cm 대공포, 4문 X 폭뢰발사기, 폭뢰 30발
- 성능: 최대 속도 18노트, 항속거리 8,406 km(5,000 마일, 시속 10노트 항해 시)
- 동형함: 69척
- 운용: 1938년 ~ 1943년 취역하여 제2차 세계 대전 중 34척을 잃었고, 5척은 독일 연방 해군에서 운용되었다.

#### 1943형
- 배수량: 821 톤
- 무장: 2문 X 10.5 cm 함포, 2문 X 3.7 cm 대공포, 8문 X 2 cm 대공포, 4문 X 폭뢰발사기, 폭뢰 24 발
- 성능: 최대 속도 17노트, 항속거리 5,794km(3,600 마일, 시속 11노트 항해 시)
- 동형함: 17척
- 운용: 1944년 ~ 1945년 사이 취역하여 1척을 전쟁 중에 상실

#### 1941형
- 배수량: 775 톤
- 무장: 2문 X 10.5 cm 함포, 4문 X 3.7 cm 대공포, 10문 X 2 cm 대공포, 4문 X 폭뢰발사기
- 성능: 최대 속도 17노트, 항속거리 6,437km(4,000 마일 시속 10노트 항해 시)
- 동형함: 131척
- 운용: 1941년 ~ 1944년 취역. 63척을 전쟁 중에 잃었고, 5척이 독일 연방 해군에서 사용됨

#### 엔스도르프급(352형)
- 배수량: 650 톤
- 무장:
  - 보포스 40mm/L70 2중목적포(마우저 MLG27 27mm 원격조종 기관포로 업그레이드됨)
  - FIM-92 스팅어 함대공 미사일 (개인 휴대용 대공 체계(MANPADS))
- 소해 능력 - 96km (60마일)
- 성능: 최대 속도 18노트
- 동형함: 5척. 엔스도르프, 오이바흐/오버팔츠, 하멜른, 페그니츠 [[독일 소해정 지크부르크|지크부르크 ]
- 운용: 1990년부터 취역하여 현재 모두 운용 중.

#### 제훈트 ROV(엔스도르프급 소해정의 트로이카 시스템의 일부)
- 길이: 25m
- 배수량: 97.8t
- 추진력: 쇼텔 Z-드라이브
- 최대 속도: 9 ~ 10 노트
- 동형함: 18척. 현재 모두 운용 중

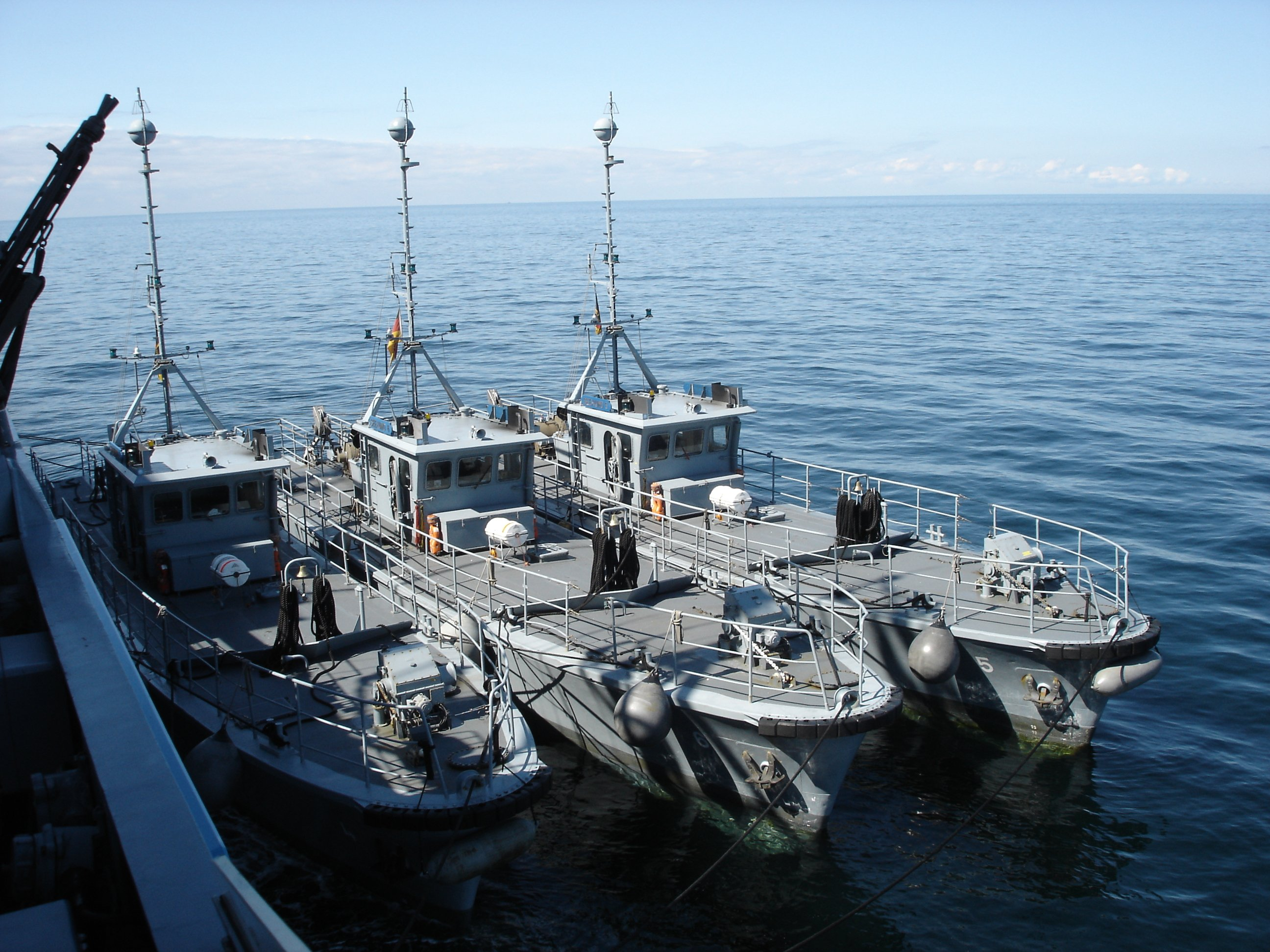
Three Seehund ROVs

제훈트는 원격 또는 선내에서 승무원(대개는 3명)이 수동으로 조종할 수 있다.

#### 쿨름바흐급(333형)
- 배수량: 645 톤
- 무장: 2문 X 40 mm DP 함포 (현재 MLG 27mm 자동포로 업그레이드 중), 2기 X 대공미사일 발사기, 기뢰
- 성능: 속도 18노트
- 동형함: 5: 쿨름바흐, 위버헤른, 헤르텐, 파사우, 라뵈
- 운용: 1989년부터 취역하여 현재 모두 운용 중이다.

#### 1916형
- 배수량: 630 톤
- 무장: 2문 X 8.8 cm 함포, 기뢰 30발
- 성능: 최대 속도 16노트, 항속거리 2,000 마일, 시속 14노트 항해 시)
- 동형함: 120척 (M57 ~ M176)
- 운용: 1918년 ~ 1920년 사이에 91척이 진수되어 81척 취역했다. 제1차 세계 대전 중에 8척을 잃었다.

#### 1915형
- 배수량: 510 톤
- 무장: 2문 X 10.5 cm 함포, 기뢰 30발 (일부 소해정은 10.5cm 함포 대신에 8.8 cm 함포 3문을 장착했다)
- 성능: 최대 속도 16노트, 항속거리 3,218km(2,000 마일, 시속 14노트 항해 시)
- 동형함: 30 (M27 ~ M56)
- 운용: 1916년 취역하여 10척을 제1차 세계 대전 중에 잃었다

#### 1914형
- 배수량: 475 톤
- 무장: 2문 X 8.8 cm 함포, 1문 X 3.7 cm 회전식 포, 기뢰 30발
- 성능: 최대 속도 17노트, 항속거리 2,703km(1,680 마일, 시속 14노트 항해 시)
- 동형함: 26 (M1 ~ M26)
- 운용: 1914년 ~ 1917년 사이에 취역했으며, 제1차 세계 대전 중에 11척을 잃었다.

#### 플라흐게헨데 미넨주흐부테
- 배수량: 205 톤
- 무장: 1문 X 8.8 cm gun
- 성능: 최대 속도 14노트, 항속거리 650 마일, 시속 14노트 항해 시)
- 동형함: 66 (FM1 ~ FM66)
- 운용: 54척이 진수하여, 1918년 ~ 1919년 사이에 취역했다. 6척을 제2차 세계 대전 중에 잃었다.

#### 마이넨라움부트(Minenraumboot)
- 배수량: 155 톤
- 무장: 1문 X 3.7 cm 대공포, 3문 X 2 cm 대공포, 1문 X 8.6 cm 푄 발사기
- 성능: 최대 속도 19노트
- 동형함: 300척
- 운용: 제2차 세계 대전 중에 약 160척을 잃었다.

### 기뢰부설함(Minenleger)

#### SMS 알바트로스
- 배수량: 2,500 톤
- 무장: 8문 X 8.8 cm 함포, 288문 X 기뢰
- 성능: 최대 속도 20노트, 항속거리 5,922km (3,680 마일, 시속 9노트 항해 시)
- 동형함: 1척
- 운용: 1908년 취역, 1921년 스크랩 처리

#### 보조 기뢰부설함(Hilfsminenleger)
- 배수량: 300톤 ~ 4,200 톤
- 동형함: 16척 개조.
- 운용: 여러 가지 다양한 상업용 여객선을 개조하여 1914년에 기뢰부설함으로 취역시켰다. 모두 제1차 세계 대전에서 살아남았으며, 그 후 다시 민간 임무로 되돌려졌다.

#### 쿠스텐미넨레거(Kustenminenleger)
- 배수량: 19 톤
- 무장: 2문 X 2 cm 함포, 기뢰 4개
- 성능: 속도 32노트, 항속거리 362km(225 마일, 시속 25노트)
- 동형함: 36척 (KM1 to KM36)
- 운용: 1941년 ~ 1943년

## 잠수함 (Unterseeboot)

### 함대 공격용 잠수함

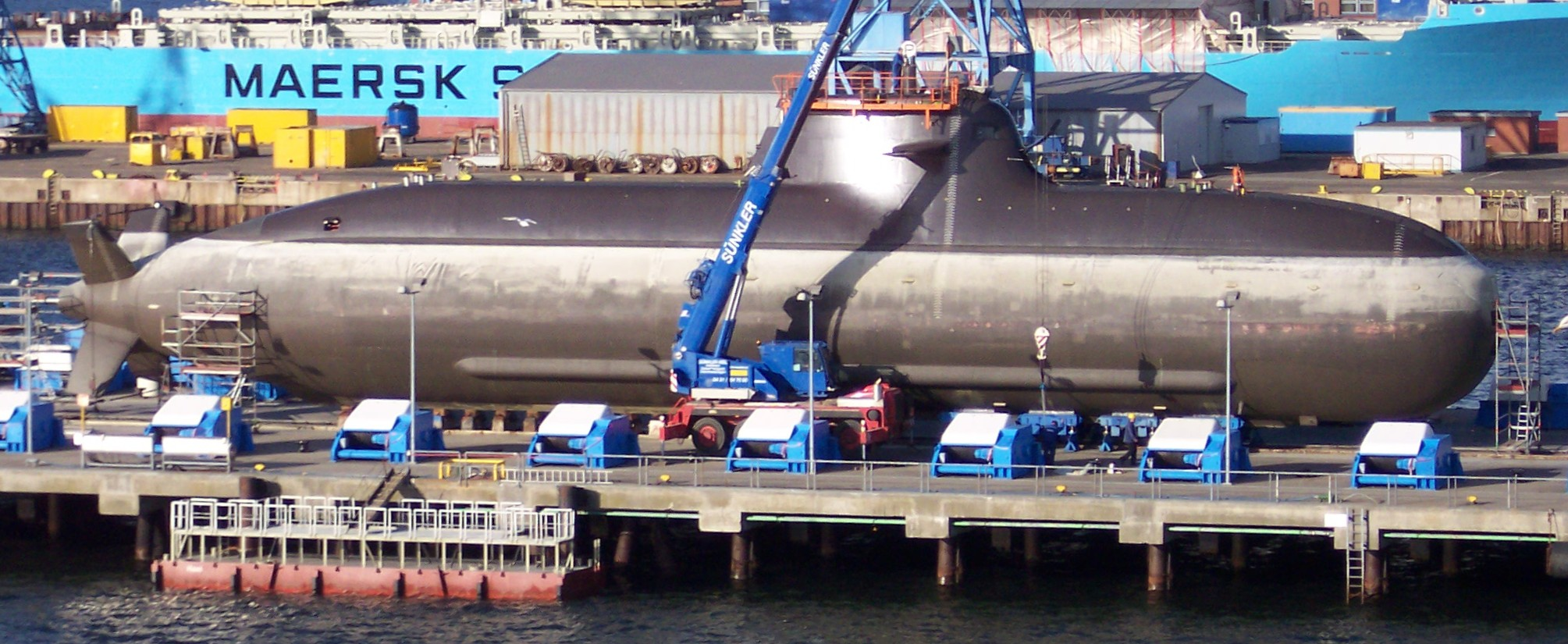
Type 212

#### 212급
- 배수량: 1,830 톤 (수중)
- 무장: 6문 X 533 mm 어뢰발사관, 어뢰 12발 또는 기뢰 24발, IDAS 미사일
- 성능: 수중 최고 속도 20노트, 항속거리 676km(420 마일, 수중 시속 8노트 항해시), 12,874km(8,000 마일,수상 시속 8노트 항해시), 잠항심도 700 m
- 동형함: 4척 (U31 ~ U34), 2척 주문, 6척 추가 계획 중
- 취역: 4척 취역

#### 21형
- 배수량: 1,819 톤 (수중)
- 무장: 6문 X 533 mm 어뢰발사관, 어뢰 23발 또는 기뢰 12발
- 성능: 수중 최대 속도 17노트, 수중 항속거리 547km(340 마일, 수중 시속 5노트 항해 시), 24,944km(15,500 마일, 수상 시속 10노트 항해 시)
- 동형함: 118척 (U2501 ~ U2531, U2533 ~ U2536, U2538 ~ U2546, U2548, U2551, U2552, U3001 ~ U3035, U3037 ~ U3041, U3044, U3501 ~ U3530)
- 취역: 1944년
- 운명 : 소수만이 취역했고, 제2차 세계 대전 종전 당시 연합군에 나포되었다.

#### 18형
- 배수량: 1,652 톤 (수중)
- 무장: 어뢰 23발
- 성능: 수중 최대 속도 24노트, 항속거리 326km(202마일, 수중 시속 24노트 항해 시), 4,828km(3,000마일, 수상 시속 17노트 항해 시)
- 동형함: 2척 (U796, U797)
- 취역: 없음.
- 운명: 1944년 3월 건조 중단

#### 9D형
- 배수량: 1,232 톤 (수중)
- 무장: 6문 X 533 mm 어뢰발사관, 어뢰 24발 또는 기뢰 48발
- 성능: 수중 최고 속도 시속 7노트, 항속거리 92km(57마일, 수중 시속 4노트 항해 시), 38,141km(23,700마일, 수상 시속 10노트 항해 시), 잠항심도 230 m
- 동형함: 30척 (U177 ~ U182, U195 ~ U200, U847 ~ U852, U859 ~ U864, U871 ~ U876)
- 취역: 1942년

#### 9C/40형
- 배수량: 1,232 톤 (수중)
- 무장: 6문 X 533 mm 어뢰발사관, 어뢰 22발 또는 기뢰 44발
- 성능: 수중 최고 속도 시속  7노트, 항속거리 101km(63마일, 수중 시속 4노트 항해 시), 22,289km(13,850마일, 수상 시속 10노트 항해 시), 잠항심도 230 m
- 동형함: 87척 (U167 ~ U170, U183 ~ U194, U525 ~ U550, U801 ~ U806, U841 ~ U846, U853 ~ U858, U865 ~ U870, U877 ~ U881, U889, U1221 ~ U1235)
- 취역: 1942년

#### 9C형
- 배수량: 1,232 톤 (수중)
- 무장: 6문 X 533 mm 어뢰발사관, 어뢰 22(32)발 또는 기뢰 44발
- 성능: 수중 최고 속도 시속  7노트, 항속거리 101km(63마일, 수중 시속 4노트 항해 시), 21,645km(13,450마일, 수상 시속 10노트 항해 시), 잠항심도 230 m
- 동형함: 54척 (U66 ~ U68, U125 ~ U131, U153 ~ U166, U171 ~ U176, U501 ~ U524)
- 취역: 1941년

#### 9B형
- 배수량: 1,178 톤 (수중)
- 무장: 6문 X 533 mm 어뢰발사관, 어뢰 22(32)발 또는 기뢰 44발
- 성능: 수중 최고 속도 시속 8노트, 항속거리 125km(78마일, 수중 시속 4노트 항해 시), 16,898km(10,500마일, 수상 시속 10노트 항해 시), 잠항심도 230 m
- 동형함: 14척 (U64, U65, U103 ~ U111, U122 ~ U124)
- 취역: 1939년

#### 9형 잠수함
- 배수량: 1,152 톤 (수중)
- 무장: 6문 X 533 mm 어뢰발사관, 어뢰 22(32)발 또는 기뢰 44발
- 성능: 수중 최고 속도 시속 8노트, 항속거리 125km(78마일, 수중 시속 4노트 항해 시), 16,898km(10,500마일, 수상 시속 10노트 항해 시), 잠항심도 230 m
- 동형함: 8척 (U37 ~ U44)
- 취역: 1938년
- 운명: 제2차 세계 대전 중 6척 침몰

#### 7C/42
- 배수량: 1,099 톤 (수중)
- 무장: 5문 X 533 mm 어뢰발사관, 어뢰 16발 또는 기뢰 26발
- 성능: 수중 최고 속도 시속 8노트, 항속거리 128.7km(80마일, 수중 시속 4노트 항해 시), 20,277.7km(12,600마일, 수상 시속 10노트 항해 시), 잠항심도 270 m
- 동형함: 164척 주문
- 취역: 없음
- 운명: 1943년에 모두 취소

#### 1A형
- 배수량: 983 톤 (수중)
- 무장: 1문 X 10.5 cm 갑판 함포, 6문 X 533 mm 어뢰발사관, 어뢰 14발 또는 기뢰 28발
- 성능: 수중 최고 속도 시속 8노트, 항속거리 125.5km(78마일, 수중 시속 4노트 항해 시), 12,713km(7,900마일, 수상 시속 10노트 항해 시), 잠항심도 200 m
- 동형함: 2척(U-25, U-26)
- 취역: 1936년
- 운명: 2척 모두 1940년에 침몰

#### 7C/41형
- 배수량: 871 톤 (수중)
- 무장: 1문 X 8.8 cm 갑판 함포, 5문 X 533 mm 어뢰발사관, 어뢰 14발 또는 기뢰 26발
- 성능: 수중 최고 속도 시속 8노트, 항속거리 80마일, 수중 시속 4노트 항해 시), 8,500마일, 수상 시속 10노트 항해 시), 잠항심도 250 m
- 동형함: 91척
- 취역: 1943년

#### 7C형
- 배수량: 871 톤 (수중)
- 무장: 1문 X 8.8 cm 갑판 함포, 5문 X 533 mm 어뢰발사관, 어뢰 14발 또는 기뢰 26발
- 성능: 수중 최고 속도 시속 8노트, 128.7km(항속거리 80마일, 수중 시속 4노트 항해 시), 13,679km(8,500마일, 수상 시속 10노트 항해 시), 잠항심도 220 m
- 동형함: 568척
- 취역: 1941년

#### 7B형
- 배수량: 857 톤 (수중)
- 무장: 1문 X 8.8 cm 갑판 함포, 5문 X 533 mm 어뢰발사관, 어뢰 14발 또는 기뢰 26발
- 성능: 수중 최고 속도 시속 8노트, 항속거리 144km(90마일, 수중 시속 4노트 항해 시), 14,001km(8,700마일, 수상 시속 10노트 항해 시), 잠항심도 220 m
- 동형함: 24척 (U45 ~ U55, U73 ~ U76, U83 ~ U87, U99 ~ U102)
- 취역: 1938년

#### 7A형
- 배수량: 745 톤 (수중)
- 무장: 1문 X 8.8 cm 갑판 함포, 5문 X 533 mm 어뢰발사관, 어뢰 11발 또는 기뢰 22발
- 성능: 수중 최고 속도 시속 8노트, 항속거리 151.2km(94마일, 수중 시속 4노트 항해 시), 9,977km(6,200마일, 수상 시속 10노트 항해 시), 잠항심도 220 m
- 동형함: 10척 (U27 ~ U36)
- 취역: 1936년
- 운명 : 제2차 세계 대전 중 모두 상실함

### 연안 잠수함

#### 206급 A형
- 배수량: 498 톤 (수중)
- 무장: 8문 X 533 mm 어뢰발사관, 어뢰 8발 또는 기뢰 4발
- 성능: 수중 최고 속도 시속 17노트, 항속거리 366km(228마일, 수중 시속 4노트 항해 시), 7,242km(4,500마일, 수상 시속 6노트 항해 시), 잠항심도 100 m
- 동형함: 18척 (U13 ~ U30)
- 취역: 1973년 ~ 1975년
- 운명: 현재 8척 운용 중

#### 205급
- 배수량: 500 톤 (수중)
- 무장: 8문 X 533 mm 어뢰발사관
- 성능: 수중 최고 속도 시속 17노트, 항속거리 366.9km(228마일, 수중 시속 4노트 항해 시), 6,759km(4,200마일, 수상 시속 5노트 항해 시)
- 동형함: 11척 (U1, U2, U4 ~ U11)
- 취역: 1963척
- 운명: 2005년 퇴역

#### 201급
- 배수량: 450 톤 (수중)
- 무장: 8문 X 533 mm 어뢰발사관, 어뢰 8발 또는 기뢰 16발
- 성능: 수중 최고 속도 시속 17노트
- 동형함: 4척 (U1 ~ U4)
- 취역: 1962년
- 운명: 1967년 개수를 위해 퇴역. 205A급의 기준이 되었음.

#### 2D형
- 배수량: 364 톤 (수중)
- 무장: 3문 X 533 mm 어뢰발사관, 어뢰 5발 또는 기뢰 12발
- 성능: 수중 최고 속도 시속 7노트, 항속거리 90.1km(56마일, 수중 시속 4노트 항해 시), 9,092km(5,650마일, 수상 시속 8노트 항해 시), 잠항심도 150 m
- 동형함: 16척 (U137 ~ U152)
- 취역: 1939년

#### 2C형
- 배수량: 341 톤 (수중)
- 무장: 3문 X 533 mm 어뢰발사관. 어뢰 5발 또는 기뢰 12발
- 성능: 수중 최고 속도 시속 7노트, 항속거리 67.5km(42마일, 수중 시속 4노트 항해 시), 6,115km(3,800마일, 수상 시속 8노트 항해 시), 잠항심도 150 m
- 동형함: 8척 (U56 ~ U63)
- 취역: 1937년

#### 2B형
- 배수량: 328 톤 (수중)
- 무장: 3문 X 533 mm 어뢰발사관, 어뢰 5발 또는 기뢰 12발
- 성능: 수중 최고 속도 시속 7노트, 항속거리 69.2km(43마일, 수중 시속 4노트 항해 시), 4,989km(3,100마일, 수상 시속 8노트 항해 시), 잠항심도 150 m
- 동형함: 20척 (U7 ~ U24, U120, U121)
- 취역: 1935년

#### 2A형
- 배수량: 303 톤 (수중)
- 무장: 3문 X 533 mm 어뢰발사관, 어뢰 5발 또는 기뢰 12발
- 성능:수중 최고 속도 시속 7노트, 항속거리 56km(35마일, 수중 시속 4노트 항해 시), 2,574km(1,600마일, 수상 시속 8노트 항해 시), 잠항심도 150 m
- 동형함: 6 (U1 ~ U6)
- 취역: 1935년
- 운명: 제2차 세계 대전 중 3척을 잃었고, 남은 함정들은 1944년에 퇴역했다.

#### 23형
- 배수량: 258 톤 (수중)
- 무장: 2문 X 533 mm 어뢰발사관, 어뢰 2발
- 성능: 수중 최고 속도 시속 12노트, 항속거리 312.2km(194마일, 수중 시속 4노트 항해 시), 4,184km(2,600마일, 수상 시속 8노트 항해 시)
- 동형함: 61척 (U2321 ~ U2369, U2371, U4701 ~ U4707, U4709 ~ U4712)
- 취역: 1944년
- 운명: 제2차 세계 대전 중에 7척을 상실함

### 특수 목적 잠수함

#### UC-90형 (또는 UC-III) 장거리 기뢰부설함
- 배수량: 571 톤 (수중)
- 무장: 3문 X 533 mm 어뢰발사관, 88mm 함포 1문, 기뢰 14발
- 성능: 수상 최고 속도 11.5노트, 수중 최고 속도 6.6노트
- 동형함: UC-97
- 취역: 취역못함
- 운명: 1918년 3월 17일 진수. 1921년 6월 7일 미국 일리노이주 미시간 호에서 USS 윌메트의 사격 연습용 표적이 되어 격침되었다.

#### UE-II형 장거리 기뢰부설함
- 배수량: 2,177 톤  (수중)
- 무장: ???
- 성능:
- 동형함: U-117
- 취역: 1918년 3월 28일
- 운명: U-117은 1919년에 빌리 밋첼의 실험에서 목표물로 사용되어 격침되었다.

#### 10B형기뢰부설 잠수함
- 배수량: 2,177 톤 (수중)
- 무장: 2문 X 533 mm 어뢰발사관, 어뢰 15발, SMA 기뢰 66발
- 성능: 수중 최고 속도 시속 7노트, 항속거리 149km(93마일, 수중 시속 4노트 항해 시),  29,692km(18,450 마일, 수상 시속 10노트 항해 시), 잠항심도 220 m
- 동형함: 8척 (U116 ~ U119, U219, U220, U233, U234)
- 취역: 1941년
- Fate: 제2차 세계 대전 중 6척을 상실

#### 14형보급잠수함
- 배수량: 1,932 톤 (수중)
- 무장: 3문 X 대공포
- 성능: 수중 최대 속도 시속 6노트, 수중 항속거리 88km(55 마일, 수중 4노트 항해 시), 19,875km(12,350 마일, 수상 시속 10노트 항해 시), 잠항심도 240 m
- 동형함: 10척 (U459 ~ U464, U487 ~ U490)
- 취역: 1941년

#### 7F어뢰보급함
- 배수량: 1,181 톤 (수중)
- 무장: 5문 X 533 mm 어뢰발사관, 어뢰 14발
- 성능: 수중 최고 속도 시속 8노트, 항속거리 120km(75마일, 수중 시속 4노트 항해 시), 23,658km(14,700 마일 수상 시속 10노트 항해 시), 잠항심도 200 m
- 동형함: 4척 (U1059 ~ U1062)
- 취역: 1943년

#### 7D형기뢰부설함
- 배수량: 1,080 톤 submerged
- 무장: 5문 X 533 mm 어뢰발사관, 어뢰 14발 또는 기뢰 26발, SMA 기뢰 15발
- 성능: 수중 최고 속도 8노트, 항속거리 111km(69마일, 수중 시속 4노트 항해 시), 18,024km(11,200마일, 수상 시속 10노트 항해 시), 잠항심도 200 m
- 동형함: 6척 (U213 ~ U218)
- 취역: 1941년
- 운명: 제2차 세계 대전 중 5척을 잃었다.

#### 17B형연구함
- 배수량: 수중 배수량 337 톤
- 무장: 없음.
- 성능: 수중 속도 25노트, 항속거리 197km(123 마일, 수중 속도 25노트 항해 시), 4,828km(3,000 마일, 수상 시속 8노트 항해 시)
- 동형함: 12척 (U1405 ~ U1416)
- 취역: 1944년부터 3척이 취역
- 운명: 1945년 5월, 3척은 자침했고, 나머지는 건조 중단됨.

#### 한스 테헬급(202급)
- 배수량: 수중 배수량 137 톤
- 무장: 2문 X 어뢰발사관 및, 어뢰 2발 또는 기뢰 4발
- 성능: 수중 최대 속도 13노트
- 동형함: 2척 S172 한스 테헬 S173 프리드리히 샤우러
- 운용: 1965년 취역하여 1966년에 퇴역하여 스크랩처리됨

#### 17A형연구함
- 배수량: 수중 309 톤
- 무장: 없음.
- 성능: 수중 최대 속도 25노트, 수중 항속거리 203km(127 마일, 수중 속도 20노트), 수상 항속거리 4,656km(2,910 마일, 시속 8노트)
- 동형함: 4척 (U792 ~ U795)
- 취역: 1943년
- 운명: 1944년 5월에 자침 처리.

### 소형 잠수함

#### 27B5형 제훈트
- 배수량: 17 톤 (수중)
- 무장: 2문 X 어뢰발사관
- 성능: 항속거리 482km(300마일, 식속 7노트 항해 시), 잠항심도 50 m
- 동형함: 285척
- 취역: 1944년
- Fate: 제2차 세계 대전 중 35청 상실

#### 27형 잠수함
- 배수량:
- 무장: 1문 X 어뢰발사관 또는 1문 X 흡착폭탄
- 성능: 항속거리 64km(40 마일, 시속 6노트로 수중 항해) 또는 126km(78 마일, 시속 3노트로 수상 항해 시)
- 동형함: 53척
- 취역: 1944년

#### 몰흐
- 배수량: 11 톤
- 무장: 2문 X 어뢰
- 성능: 항속거리 64km(40마일, 시속 5노트로 수중 항해 시)
- 동형함: 393척
- 취역: 1944년

#### 비버
- 배수량: 6.5 톤
- 무장: 2문 X 어뢰
- 성능: 수중 항속거리 14.4km(9 마일, 시속 5노트), 수상 항속거리 208km(130 마일, 시속 6노트)
- 동형함: 324척
- 취역: 1944년

## 상륙작전용 배

### 상륙정(Landungsboote)

#### 바르베급(Type 520)
- 배수량: 430 톤
- 무장: 2문 X 20 mm 기관포
- 탑재능력: 150 t
- 성능: 속도 11노트
- 동형함: 22척.
- 운용: 1965년부터 취역. 현재 2척 운용 중.

#### 554형
- 배수량: 375 톤
- 무장: 2문 X 12.7 mm 기관총
- 탑재능력: 물자 125 t 또는 병력 400명
- 성능: 최대 속도 11노트, 항속거리 1,931km(1,200마일, 시속 9노트 항해 시)
- 동형함: 1척
- 운용: 1958년 ~ 1964년

#### 521형
- 배수량: 111 톤
- 무장: 소화기
- 탑재능력: 53 t
- 성능: 최대 속도 11노트
- 동형함: 28척

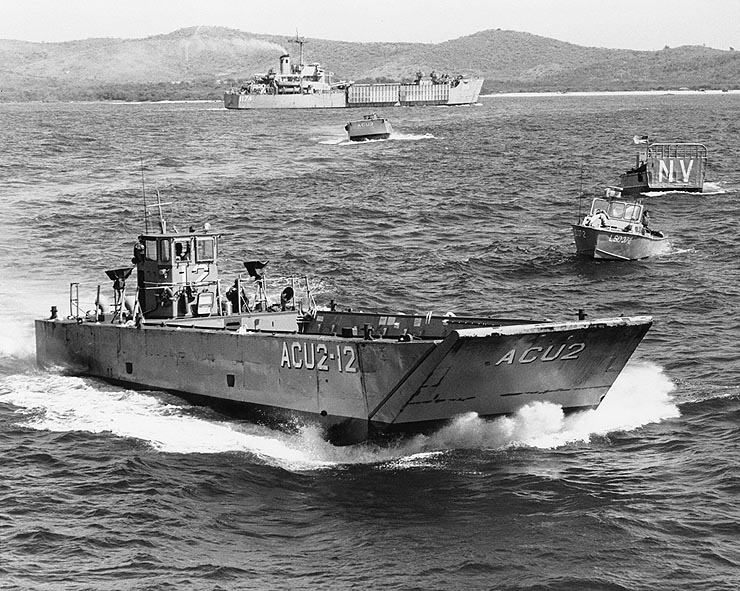
Typical LCM-8

- 운용: 1965년부터 취역하였으며 현재 퇴역.

#### 552형
- 배수량: 13 톤
- 탑재능력: 0.4 t 또는 병력 36명
- 성능: 속도 10노트, 항속거리 128km(80마일)
- 동형함: 9척
- 운용: 1958년 ~ 1964년

## 지원함정

### 군수지원함

#### 베를린급(Type 702)
- 배수량: 18,637 톤

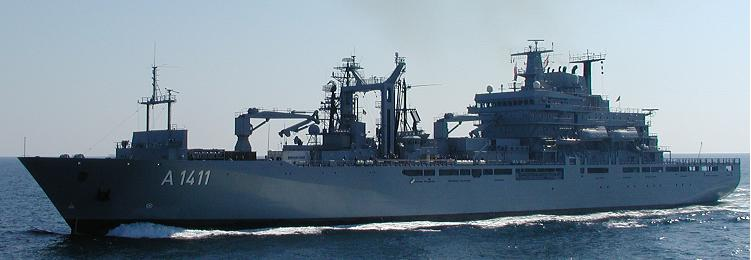
A1411 베를린

- 무장: 4문 X 27 mm 자동포, 대공미사일 발사기 2기
- 항공기: 2대의 대형 헬리콥터 이착함이 가능한 헬리콥터 갑판
- 동형함: 2: 베를린 프랑크푸르트 암 마인
- 운용: 2001년 취역. 현재 2척 모두 운용 중이며, 2척 추가 도입 계획 중

#### 론급(Type 704A)
- 배수량: 14,170 톤
- 용량: 44,760 m³
- 성능: 속도 16노트
- 동형함: 2척 론 쉬페사르트
- 운용: 1966년에 취역하여 2척 모두 운용 중

#### 엘베급(Type 404)
- 배수량: 3,170 톤

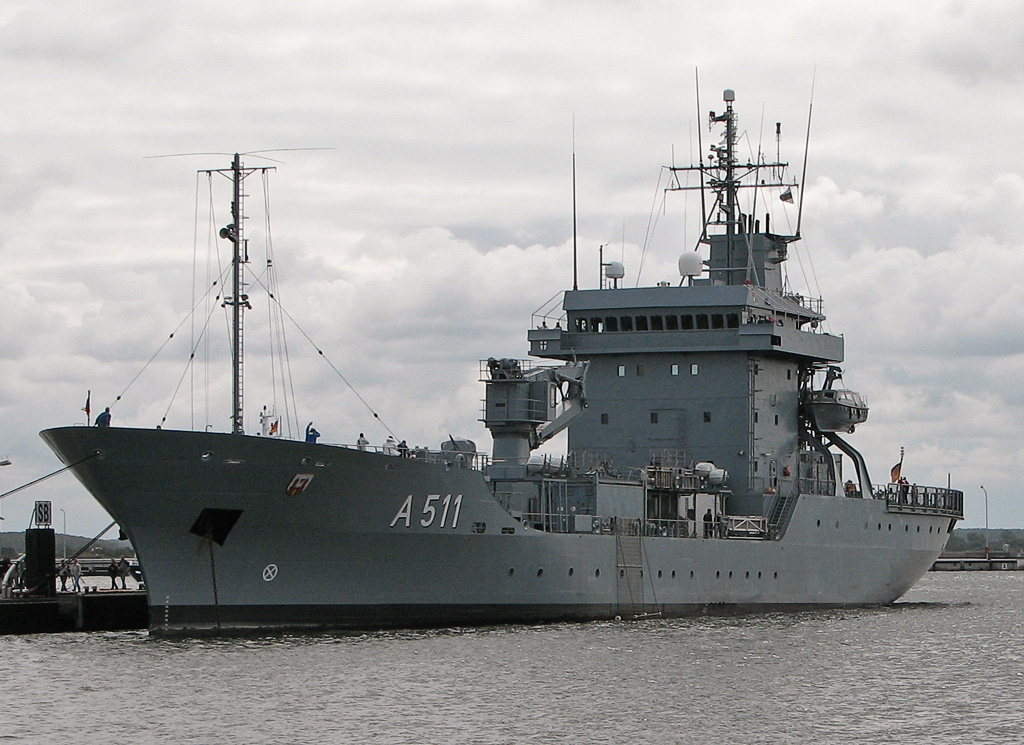
A511 엘베

- 무장: 2문 X 대공미사일 발사기 , 2문 X 20 mm 기관포
- 항공기: 헬리콥터 갑판
- Capacity: 연료 700m³, 항공유 60m³, 식수 280m³, 각종 탄약 160t, 기타 보급품 40t.
- 성능: 속도 15노트, 항속거리 4,184km(2,600 마일)
- 동형함: 12척. 엘베, 모젤, 라인, 베라, 마인, 도나우
- 운용: 1993년 취역하여 현재 모두 운용 중

#### 발헨제급(Type 703)
- 배수량: 2,190 톤
- 용량: 연료 1,100t, 식수 60t
- 성능: 속도 12노트
- 동형함: 4척 발헨제, 암메르제, 테게른제, 베스텐제
- 운용: 1966년 취역하여 현재 2척 운용 중.

### 감시,정찰,전자정찰정보(ELINT)

#### 오스테급(Type 423)
- 배수량: 3,200 톤
- 성능: 속도 21노트, 항속거리 804km(500 마일)
- 동형함: 3척. 오스테, 오케르, 알스터
- 운용: 1988년 취역하여 현재 모두 운용 중

### 학술연구선

#### 얼라이언스급(Type 753)
- 배수량: 2,744 톤
- 성능: 17노트
- 동형함 1척 얼라이언스
- 운용: 현재 운용 중.
- 이 배는 독일 국적으로 북대서양조약기구 소속이다.

#### 플라네트급(Type 751)

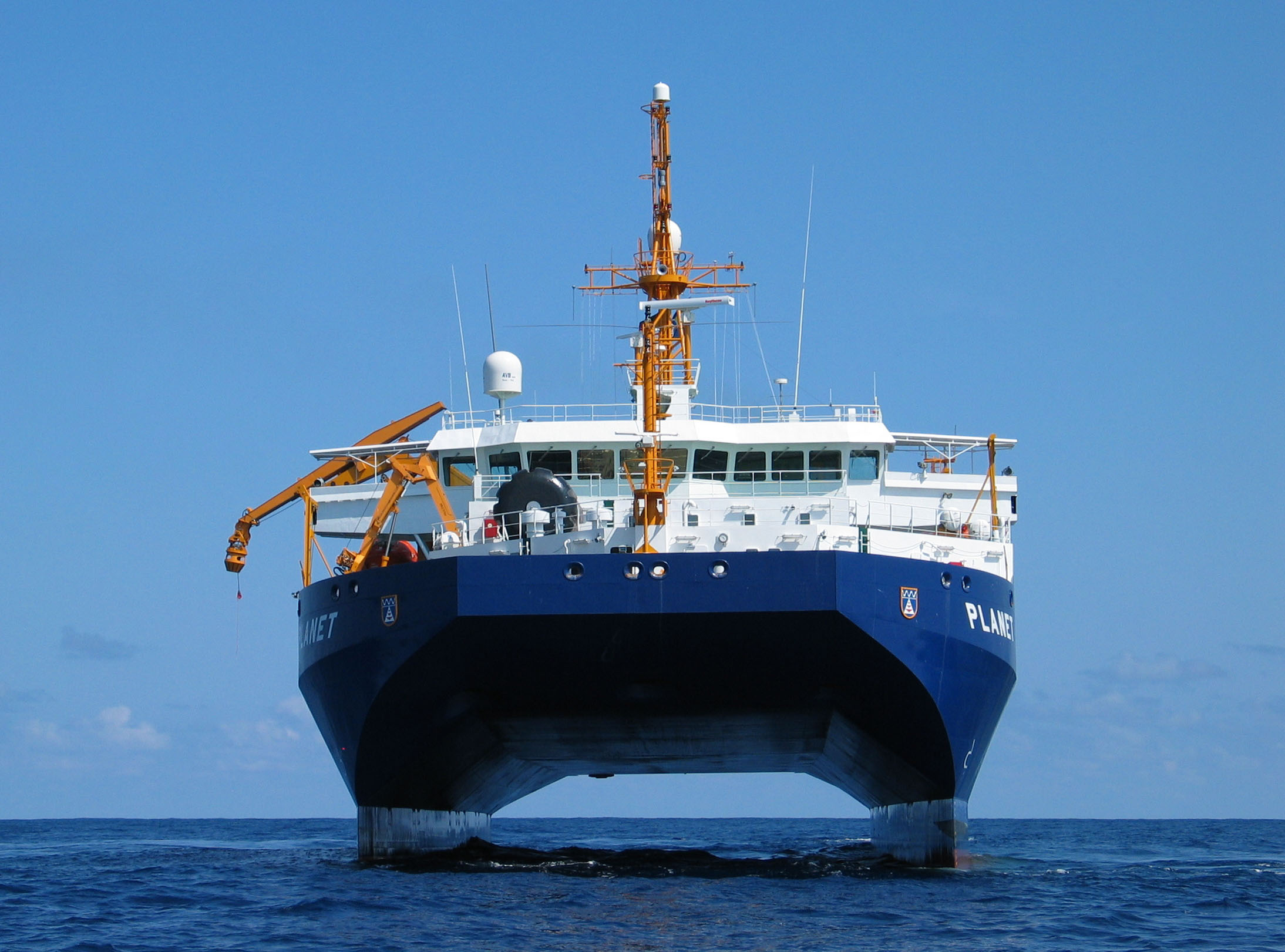
Type 751 플라네트

- 배수량: 3,500 톤
- 성능: 속도 15노트
- 동형함: 1척. 플라네트
- 운용: 2005년 취역하여 운용 중.

### 예인선

#### 방게루게급(Type 722)
- 배수량: 798 톤
- 성능: 속도 12노트

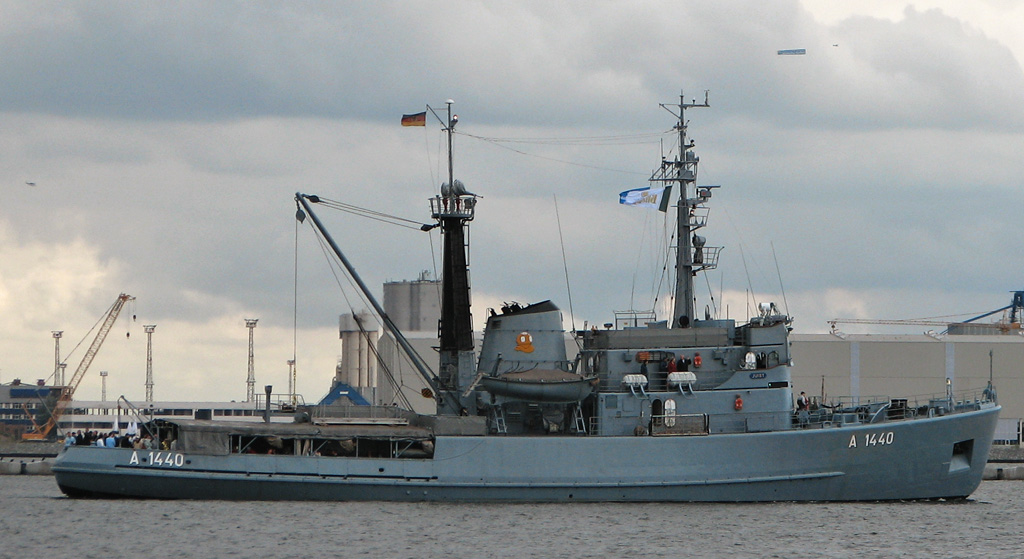
A1453 율리스트

- 동형함: 6척. 반게루게, 쉬피케루크, 랑게우크, 발트룸, 노더나이, 율리스트
- 운용: 1968년부터 취역하여 현재 2척 운용 중

#### 헬골란트급(Type 720)
- 동형함: 2척 헬골란트 페흐마른
- 운용: 1966년부터 취역하여 현재 1척 운용 중

### 쇄빙선

#### 아이스포겔급(Type 721)
- 배수량: 560 톤
- 성능: 속도 14노트
- 동형함: 2척 아이스포겔 아이스바
- 운용: 1961년에 취역하여 현재도 1척 운용 중.

### 훈련함(Schulschiffe)

#### 도이칠란트(Type 440)
- 배수량: 3,200 톤
- 무장: 4문 X 100 mm 함포, 2문 X 2연장 40 mm 함포, 2문 X 40 mm 함포, 2문 X 533 mm 어뢰발사관, 2문 X 4연장 375 mm 대잠수함 로켓 발사기, 2문 X 폭뢰 발사기
- 성능: 속도 21노트
- 동형함: 1척
- 운용: 1966년 취역, 1990년 퇴역

#### 고르흐 포크(Type 441)
- 배수량: 1,760 톤
- 성능: 속도 13노트
- 동형함: 1척
- 운용: 1958년 취역, 현재 운용 중

### 수송선

#### 베스터발트급(760형)
- 배수량: 4,042 톤
- 성능: 속도 17노트
- 동형함: 2척 베스터발트 및 오덴발트
- 운용: 1967년 취역하여, 현재 1척을 운용하고 있다.